# Пам'ятники Кам'янського
Пам'ятники Кам'янського

## Пам'ятник Т.Г.Шевченку

Пам'ятник Тарасові Шевченку

Відкриття пам'ятника Тарасу Григоровичу Шевченку відбулося в м. Кам'янське в рамках святкування 250-річного ювілею міста 3 червня 2000 року. Його автор — член Національної спілки художників України, заслужений скульптор України Хачатрян Гарнік Ашотович, який постійно проживає і працює в м.Кам'янське, архітектори — Юрій Васильович Бєлобородов і Олександр Тимофійович Чегорка, член Національної спілки художників України. Наш пам'ятник став 401-м в Україні пам'ятником Т. Г. Шевченку. Над проектом пам'ятника Т. Г. Шевченку автор працював вісім років, створивши декілька його варіантів. За основу було взято найбільш вдалий у художньому відношенні ескіз. Роботи по його втіленні в матеріал розпочалися безпосередньо перед ювілеєм і були виконані в рекордно короткий строк: з 10 березня по 2 червня 2000 року. Основні параметри пам'ятника: висота сидячої фігури — 230 см, вага: 1100 кг, нижній постамент з полірованого граніту — 400 * 400 см, постамент у вигляді каменю: 270*75 см. Граніт з Токівського кар'єру Апостолівського району Дніпропетровської області.
Основні етапи його виготовлення:
- створення гіпсового варіанту для відливу (в майстерні скульптора)відливка фігури по частинах на мідноливарній дільниці фасонно-ливарного цеху ВАТ «Дніпровський металургійний завод». Відливала бригада робітників на чолі з Палієм Володимиром Дмитровичем;
- зварювальні роботи здійснювалися в цеху по ремонту мартенівського обладнання (ЦРМО-3);
- доопрацювання швів, шліфувальні роботи, здійснювалися у внутрішньому дворі театру. Шліфування здійснювалося вручну за надзвичайно короткий термін.

На постаменті викарбувані слова «…І буде правда на землі» з вірша Т. Г. Шевченка «І тут і всюди — скрізь погано», написаного в 1860 році.
28 травня 2000 року пам'ятник було встановлено біля театру, на постійному місці, де він стояв під простирадлом до відкриття 3 червня 2000 р.
У церемонії відкриття пам'ятника Т. Г. Шевченку брали участь Президент України Л. Д. Кучма і Президент Казахстану Н. А. Назарбаєв.
- Література

1. Уварова И. Я делаю Шевченко… // Ведомости. — 2000. — 20 марта
2. Днепров Ф. Днепродзержинск: юбилейные торжества //Ваша газета. — 2000. — 8 июня.
3. Фиголь В. Правда вместо людей // Событие. — 2010. — 31 марта — с. 13.
4. Цитата на памятнике Кобзарю обрела ясность// Событие. — 2010. — 7 апреля. — с. 7.

## Пам'ятник "Кам'янський Мамай"

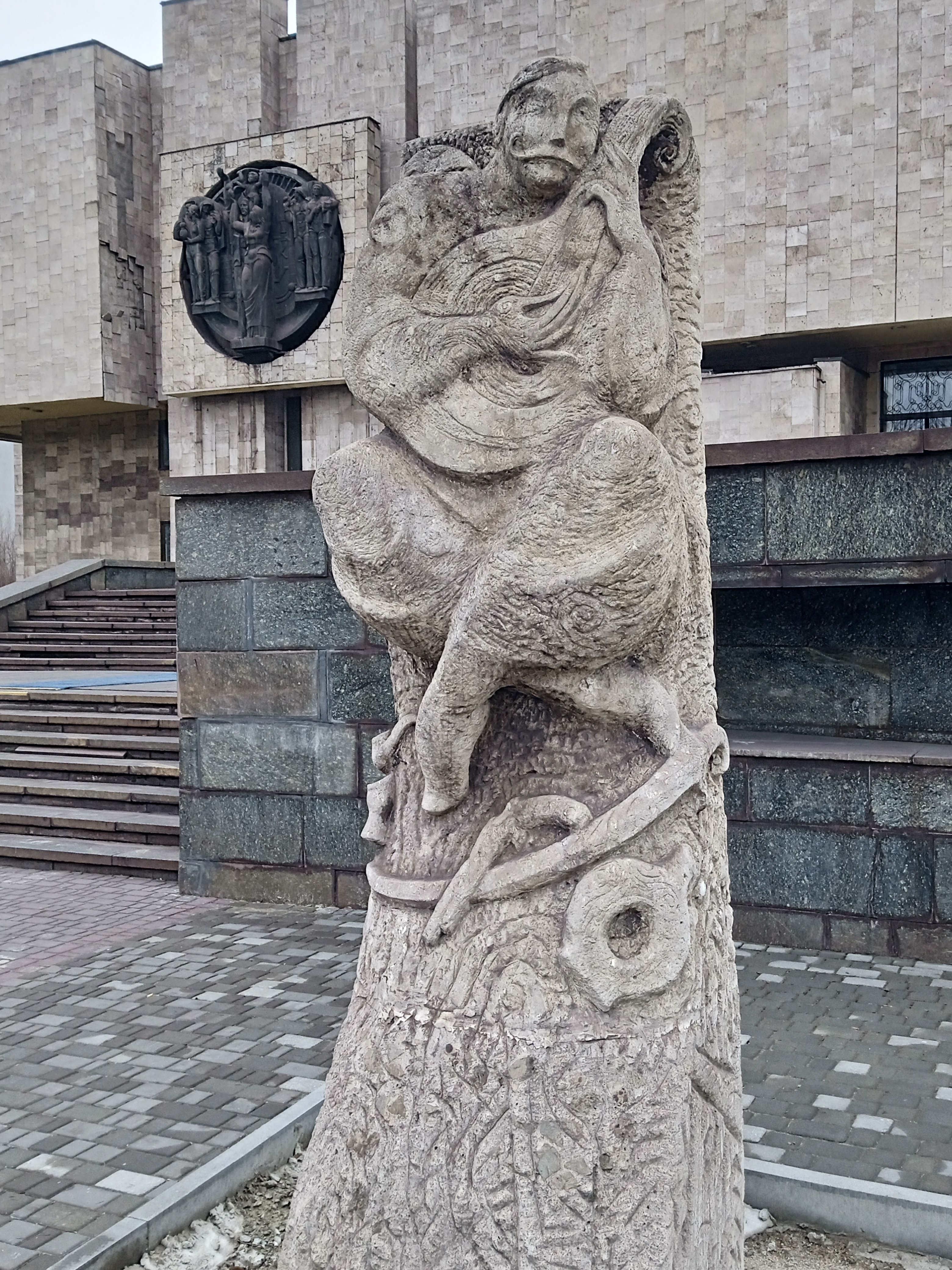
"Кам'янський Мамай"

Пам’ятник присвячено 260-річному ювілею нашого міста. Історія не зберегла зображень козаків-першопоселенців Камеона, Романа, Тритуза і Карнауха, які в XVII-XVIII століттях заснували села, що увійшли до складу сучасного Дніпродзержинська. Тому ми, сучасники, можемо вважати образ народного героя Мамая, який втілив в собі уявлення про риси справжнього козака – відвагу і розум любов до пісні і рідного краю, готовність в будь-який момент виступити на боротьбу з ворогами, узагальненою пам’яттю про наших предків.
Скульптурну композицію встановлено на примузейній території в центрі міста - на проспекті Свободи. «Ми були здивовані, як органічно ця скульптура вписалась в архітектурний ансамбль музею історії міста»,- відзначила Н. М. Буланова.
«Кам’янський Мамай» зображений у вигляді барельєфної стели в шароварах і з кобзою. Його автори - художник і скульптор з міста Краматорська Донецької області, член Національної спілки художників України В’ячеслав Гутиря і дніпродзержинський скульптор, член Національної спілки художників України, Почесний громадянин Дніпродзержинська Гарнік Ашотович Хачатрян. Матеріал – світлий вапняк.

## Пам'ятник воїнам-інтернаціоналістам

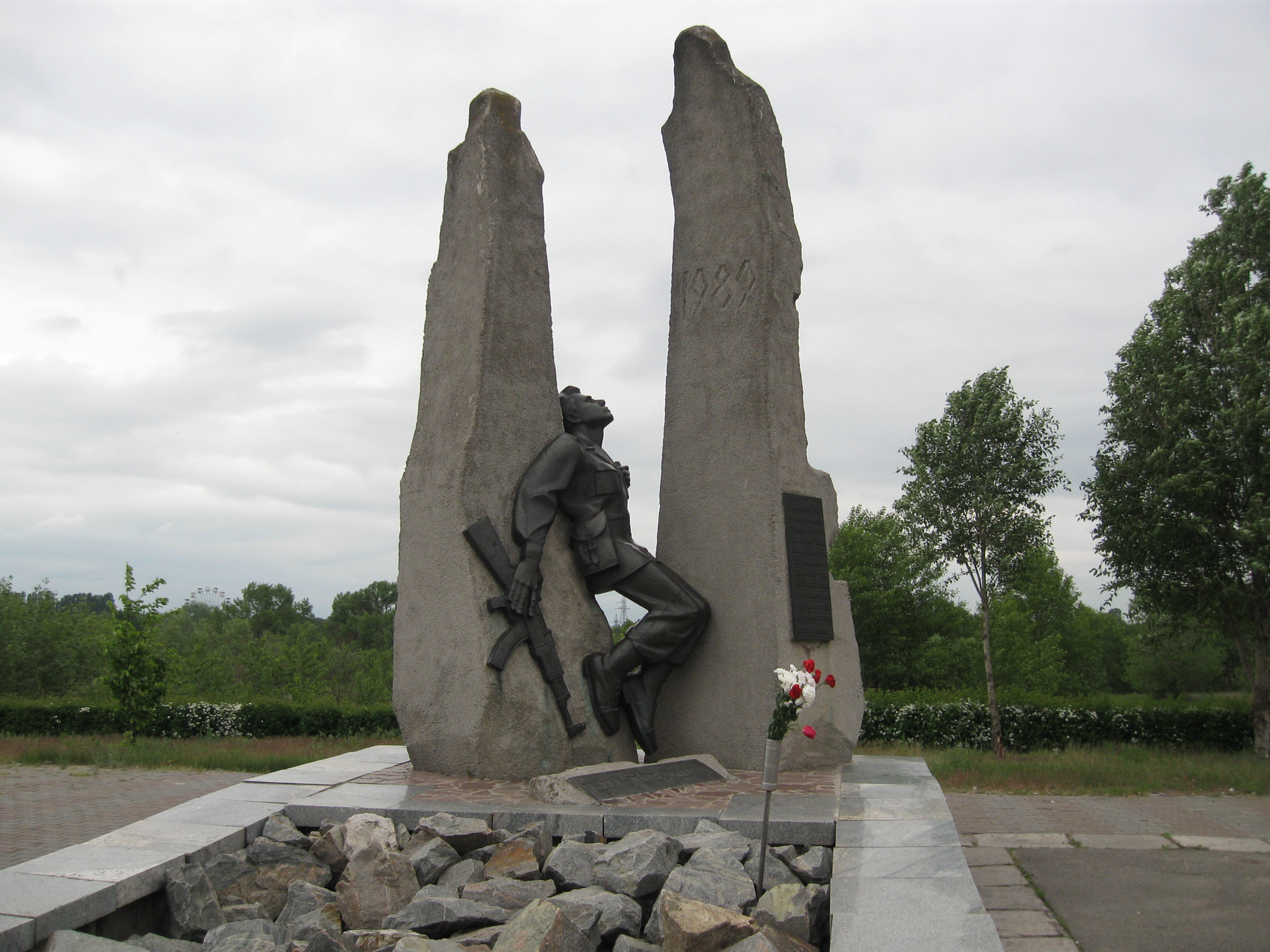
Пам'ятник воїнам-інтернаціоналістам

Ідея створення пам'ятника воїнам-інтернаціоналістам належить Союзу ветеранів Афганістану та міському комсомолу нашого міста. Серед запропонованих на розгляд комісії робіт був відзначений проект дніпропетровських скульпторів Миколи Нечипорука і Василя Трубчака.
Пам'ятник в 1994 році встановили на лівому березі міста в районі кінотеатру «Мир».
Висота — 6 м. Виконаний з граніту- (дві скали) і міді (фігура воїна).
Архітектор — В. Д. Гладій.
Монумент 6-метрової висоти відображає воїна-десантника з автоматом. Це узагальнений образ дніпродзержинського юнака, що падає вражений кулею між двома скелями, які ніби підтримують його. Скелі символізують скорботних матір і дівчину.
По задуму авторів пам'ятника головною його ідеєю було передати стан безвинно загиблої на війні молодої людини.
На меморіальній плиті вирізьблені 13 прізвищ наших земляків: Буряк Петро, ряд. Бурчак Валерій, м-р Воробйов Анатолій, к-н Губенко Михайло, ряд. Дзюба Павло, л-нт Злуніцин Олег, мол.серж. Калістратов Сергій, ряд. Коноров Юрій, ряд. Лікар Володимир, ст.л-нт Стовба Олександр, мол.серж. Скляр Юрій, ряд. Сухий Сергій, серж. Бєлобров Геннадій. У підніжжі пам'ятника викарбувано: «Памяти вечно молодых солдат и офицеров, погибших в Афганистане».
У війні в Афганістані брали участь близько 700 дніпродзержинців.
- Література:

1. Юргель В. На півшляху до пам'ятника // Дзержинець. — 1990. — 30 жовтня
2. Стрельцова И. Это нужно живым // Думка. — 1993. — 16 квітня
3. Кочуровский О. Высажена березовая аллея / Відомості. — 2010. — 21 квітня. — с. 3

## Пам'ятник "Розірване серце"
Так назвав Г. Хачатрян пам’ятний знак жертвам трамвайної аварії 1996 р., яка забрала в небуття більше 50 людських життів. Ці поняття персоніфікувалися в розірваній стрічці трамвайної колії, яка окреслила людське серце.
2 липня 1996 р. місто було вражене страшною трагедією – сталась трамвайна аварія небаченого масштабу. В час «пік» вагон маршруту 2-А (спеціально відправлений для розвантаження графіку «шістки») був переповнений і відмовили гальма. В момент аварії загинули 29 чоловік, 119 отримали важкі травми. Масштаб трагедії сколихнув всю країну. 3 липня були скасовані святкування на честь прийняття Конституції, п’ять днів країна була в жалобі.
До 4-ї річниці трагедії на місці аварії був встановлений пам’ятний знак – понівечені колії символізували жахливий кінець маршруту. По задуму авторів, матеріалом для виготовлення знаку повинні були слугувати справжні колії, але були замінені легкими, тонкими смугами металу – не дай Боже який-небудь автомобіліст втратить керування – знак пом’якшить удар.

## Пам'ятник воїнам-визволителям

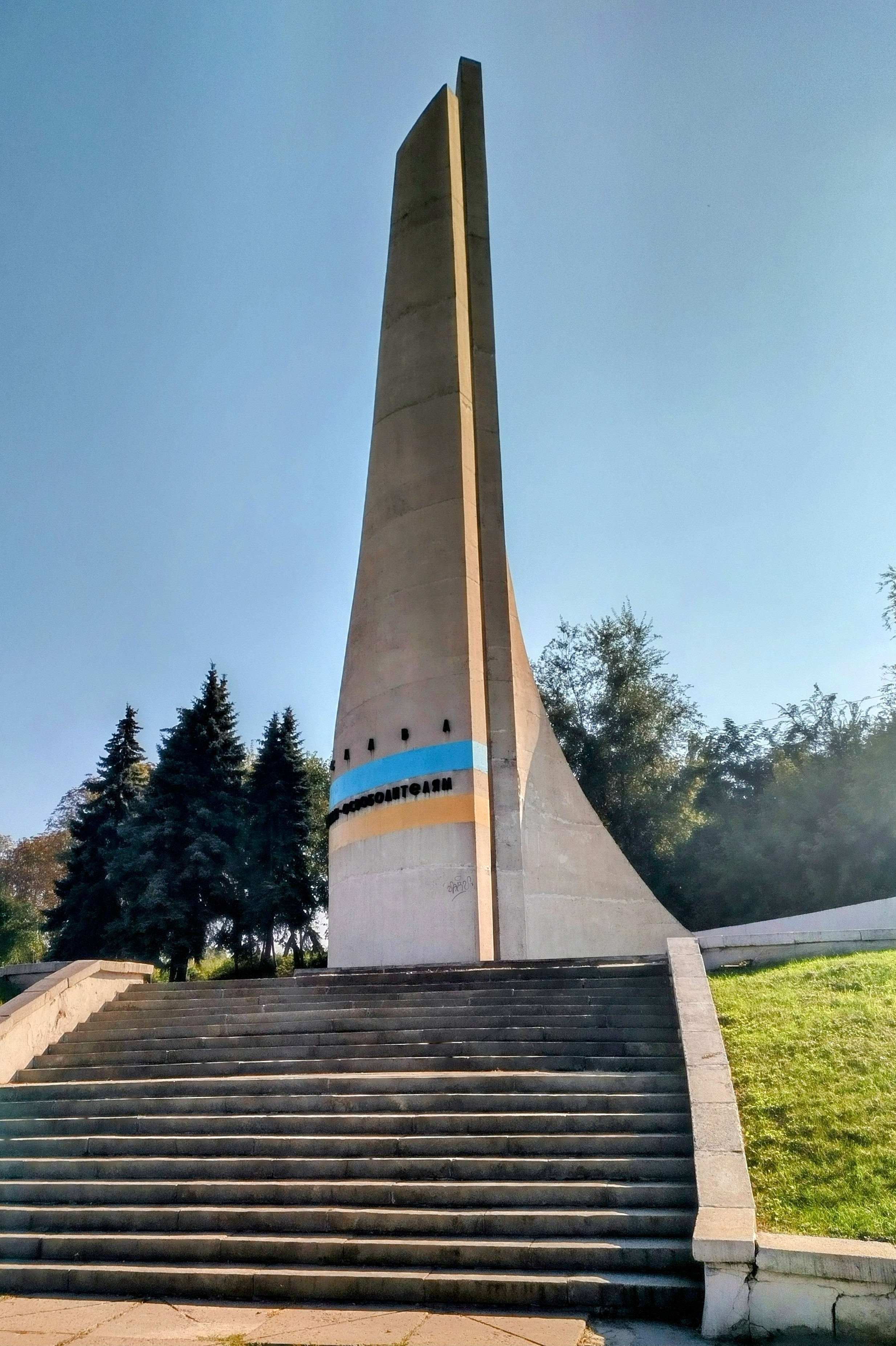
Меморіал воїнам-визволителям Дніпродзержинська

Пам'ятник відкритий 9 травня 1975 року в пам'ять про загиблих воїнів — визволителів, підпільників і партизанів. Встановлено на площі Визволителів)
Пілони і стела виготовлені з монолітного залізобетону на білому цементі.
Висота пілону — 25 м. Автори пам'ятника — скульптори А. А. Зайцев, А. І. Зайцев (батько і син), архітектори А. П. Романенко, В. І. Дубина, А. В. Кримцов.
Два пілони, що підіймаються вгору у вигляді прапорів, спираються на п'ятигранну платформу. Через три метри від пілонів розташована стела, виконана у вигляді прапора. На чільній стороні стели — барельєф з орденом «Перемога» і текстом наказу Верховного Головнокомандувача від 25 жовтня 1943 року про присвоєння почесних найменувань «Дніпродзержинських» військовим частинам, які відзначилися при визволенні від фашистів Дніпропетровська і Дніпродзержинська.
Право відкрити монумент було надано почесним гостям міста Героям Радянського Союзу С. П. Шпаковському і Н. М. Маркову — учасникам форсування Дніпра у 1943 році, Героям Соціалістичної Праці доменнику Дзержинки С. Ф. Гладкому, хімікові М. Г. Моргуну та колишньому підпільникові І. А. Гавелі.
1. Петренко А. Героям-визволителям. Відкриття монумента на Жовтневій площі //Дзержинець. — 1975. — 12 травня.

## Архітектурно-скульптурна композиція «Голгофа»

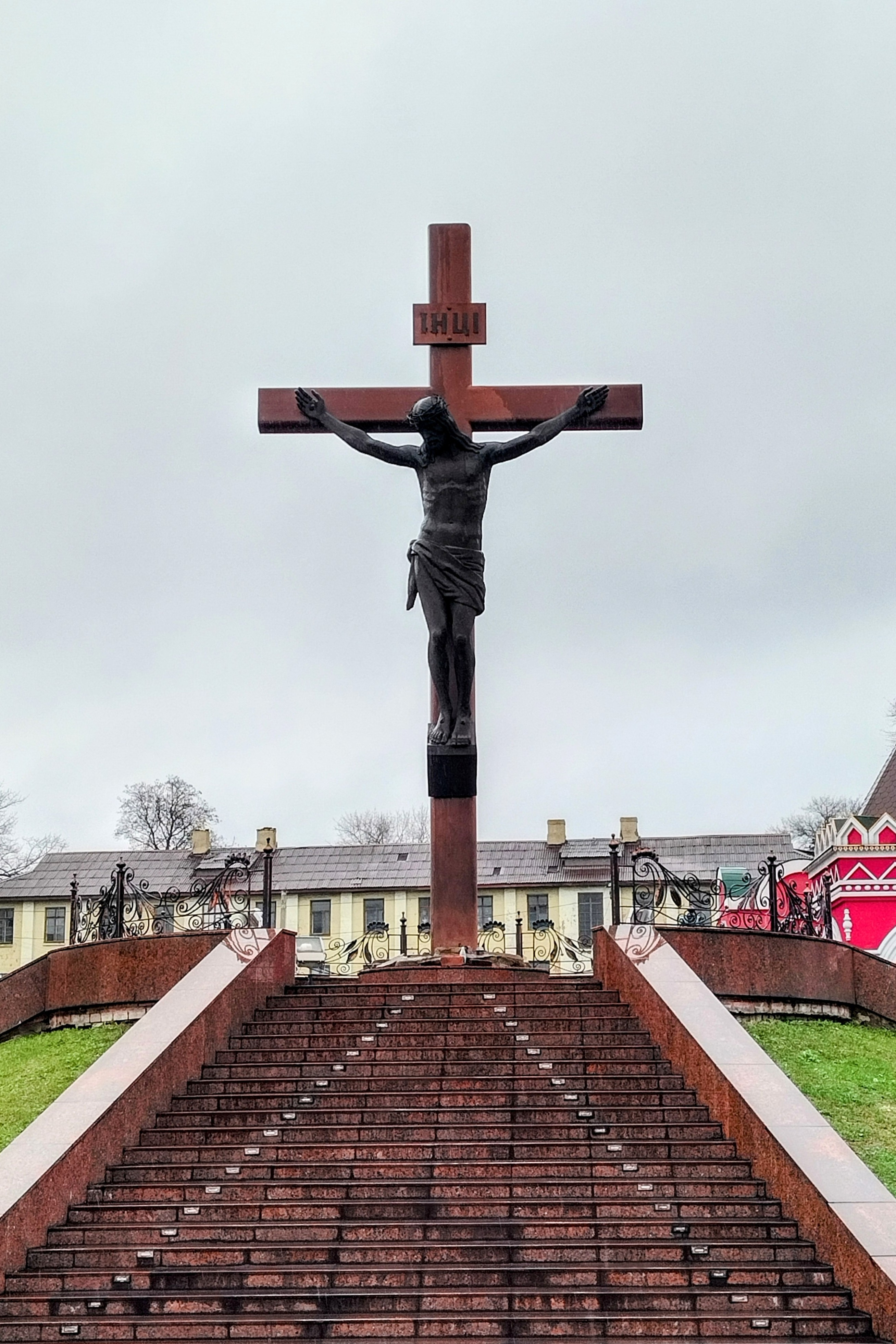
Голгофа

15 вересня 2013 року відбулось урочисте відкриття Соборної площі, головним елементом якої став монумент «Голгофа».
Пагорб діаметром 20 м і заввишки 3,3 м.
Висота хреста — 9 м.
Вага хреста — 2 тони.
Висота скульптури — 4,5 м.
Вага скульптури — 960 кг.
Вага тернового вінця на голові Спасителя — 6 кг.
Проект композиції та скульптуру створив відомий дніпродзержинський скульптор, заслужений скульптор України, член Національної спілки художників України Г. А. Хачатрян. Композиція складається з пагорба, що символізує Голгофу, та найбільшої в Україні 9-метрової статуї Спасителя.
Скульптуру відлили з бронзи на дніпропетровському підприємстві «Південний машинобудівний завод ім. О. М. Макарова».
Архітектурно-скульптурна композиція «Голгофа» зі статуєю Христа Спасителя — важлива складова Дніпродзержинського духовно-просвітницького комплексу, як потужного центру духовного відродження.
- Література:

1. Бєлобородов Ю. Такого значущого об'єкта в місті давно не будувалося // Відомості. — 2013. — 25 вересня. — с. 3.
2. Нагорный О. С радостью в сердце // Знамя Дзержинки. — 2013. — 19 сентября. — с.5.
3. Буланов В. Соборна площа — новий центр міста //Відомості. — 2013. — 18 вересня. — с. 8-9.
4. Явление Христа народу // Событие. — 2013. — 18 сентября. — с. 2-3.
5. Дрюченко М. У Дніпродзержинську відкрили Присоборну площу // Вісті Придніпров'я. — 2013. — 17 вересня. — с.6.
6. У день міста в Дніпродзержинську відкриється архітектурна композиція «Голгофа» зі скульптурою Христа Спасителя // Відомості. — 2013. — 11 вересня. — с.2.

## Пам'ятник "Матері та дитини"

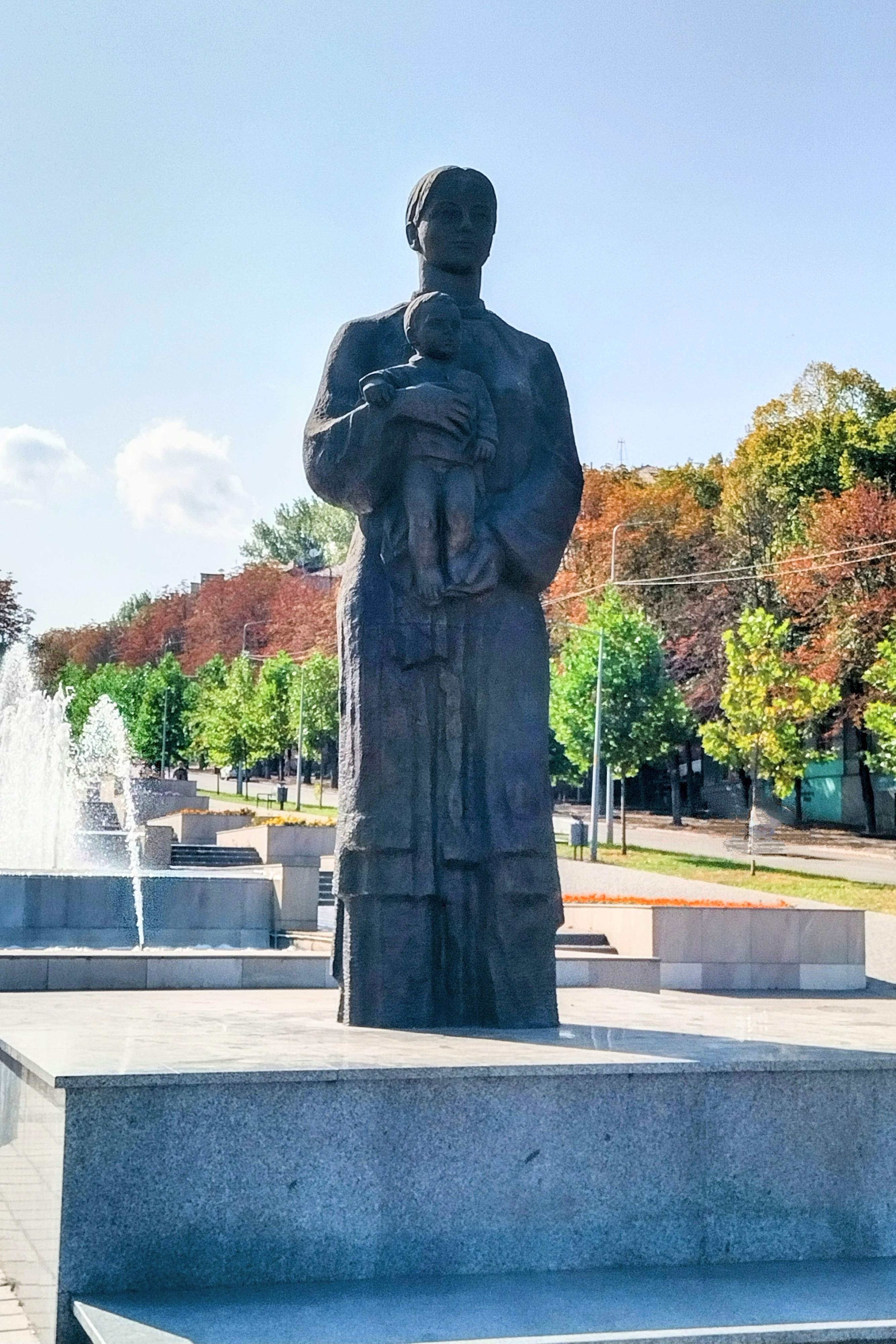
Пам'ятник "Матері та дитині"

Відкрито пам'ятник 1 червня 2002 року в Міжнародний день захисту дітей.
Місце розташування пам'ятника: проспект Свободи, 21.
Монумент — фігура жінки-матері з дитиною на руках у повний зріст.
Висота — 4 м.
Матеріал — бронза.
Пам'ятник Матері  заслуженому скульптору України, члену Національної спілки художників України Гарніку Ашотовичу Хачатряну допомагали відкрити три жінки: позувала для моделі акторка міського театру Валентина Голенко, тонку і відповідальну зварювальну роботу бронзових деталей виконала робітниця авторемонтного заводу Алла Іванівна Благова, зняла зі скульптури покривало школярка Настя Галагуза.
Три віки, три жіночих образи — і символи, і саме життя.
Відливати скульптуру з бронзи автору допомагали спеціалісти дніпровського підприємства «Південний машинобудівний завод ім. О. М. Макарова», з'єднати в одне ціле — спеціалісти ВАТ «Дніпродзержинський авторемзавод». У створенні архітектурних рішень пам'ятника Жінці-матері брав участь художник, архітектор, член Національної спілки художників України Олександр Тимофійович Чегорка.
Відкриття пам'ятника Матері — це данина шани і поклоніння жінці, яка дає життя і оберігає його.
- Література:

1. Памятнику — быть! // Ведомости. — 2001. — 25 июля.
2. Лунева С. И мастерство, и вдохновенье — тебе родной Днепродзержинск!// Ведомости. 2002-06-05. — с.1-2.
3. Памятник Матери помогали открыть три женщины //Ведомости. — 2002. — 5 июня. — с. 2.
4. Глумова Т. Актриса Валентина Голенко сыграла роль, воплощенную в монументе // Відомості. — 2007. — 7 березня. — с. 4-5.

## Пам'ятники інші
- Літак MiГ-19С[2]
- Прометей[3]
- Ясюковичу І.І
- Паротяг 9П-2179[4]

## Меморіальні дошки
- Ф.І.Шаляпіну (Народний музей історії «ДМК»)
- Олесі Коваленко (КЗ "Кам'янська міська лікарня №1" ДОР")

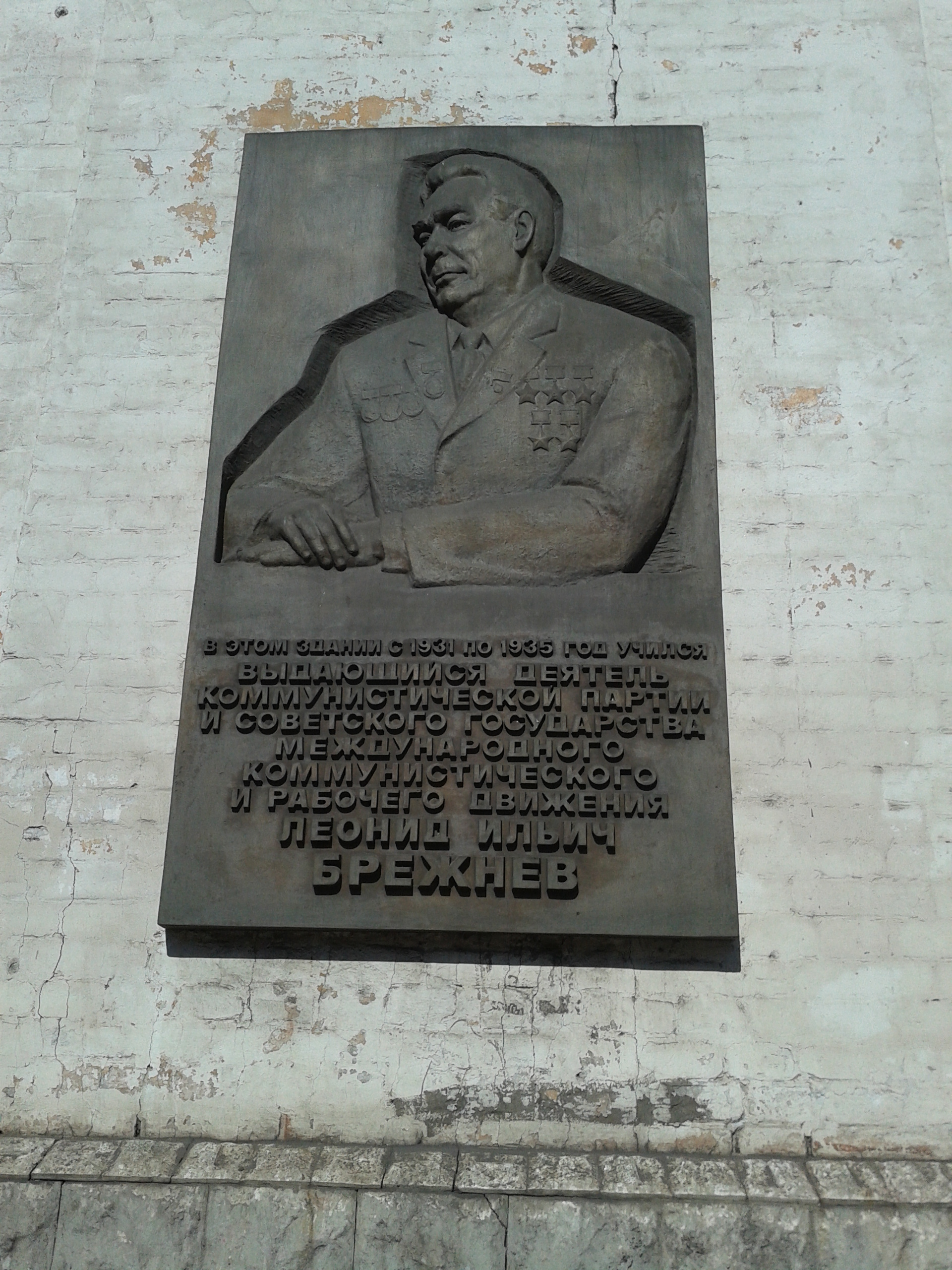
Меморіальна дошка на інституті в якому навчався Л.І.Брежнєв
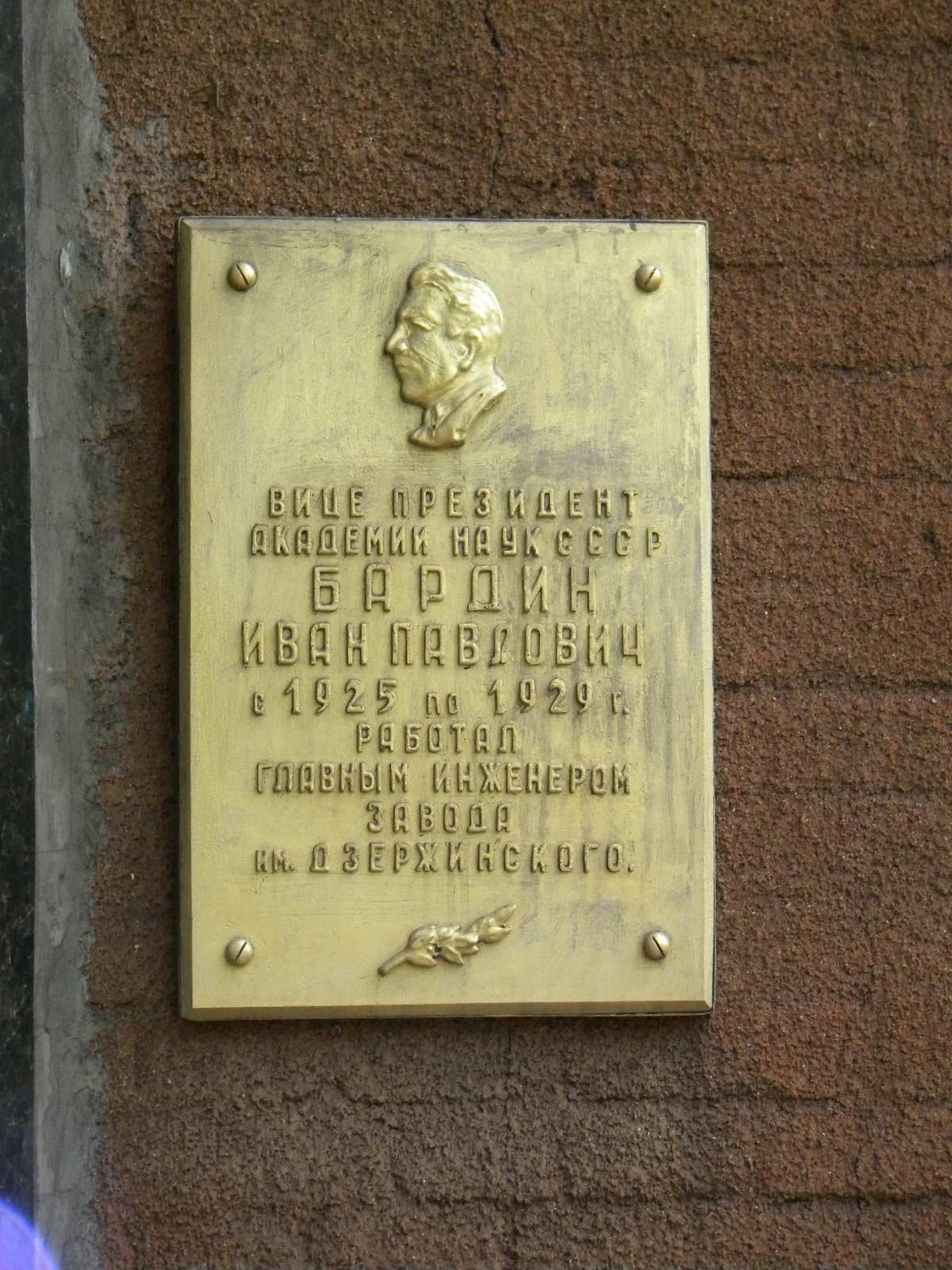
І. П. Бардін

- З днем народження, Прометею: 10 цікавих фактів про легендарний пам’ятник у Кам’янському
- Неочікувані подробиці створення третього Прометея у Кам’янському:

## Галерея

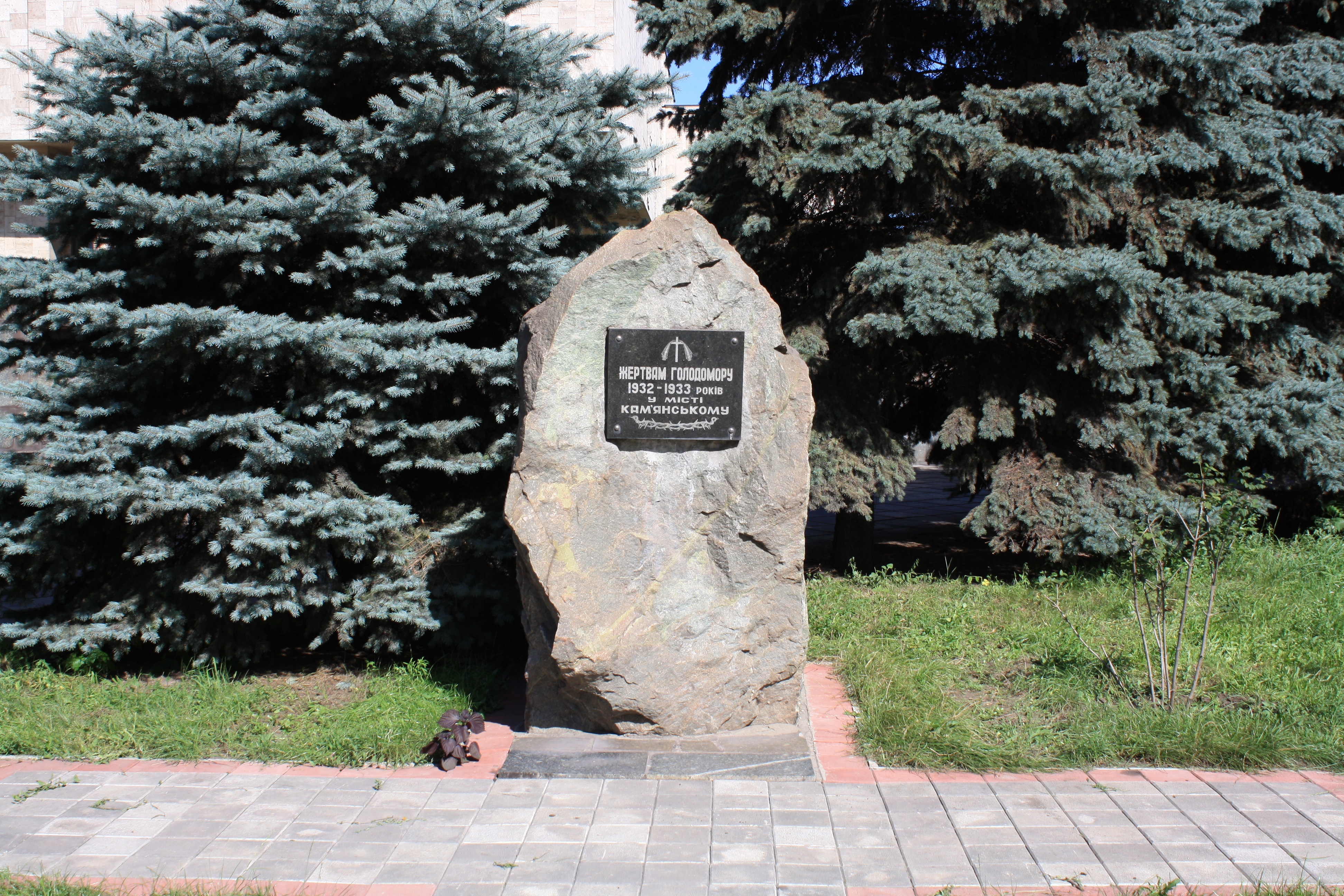
Жертвам Голодомору
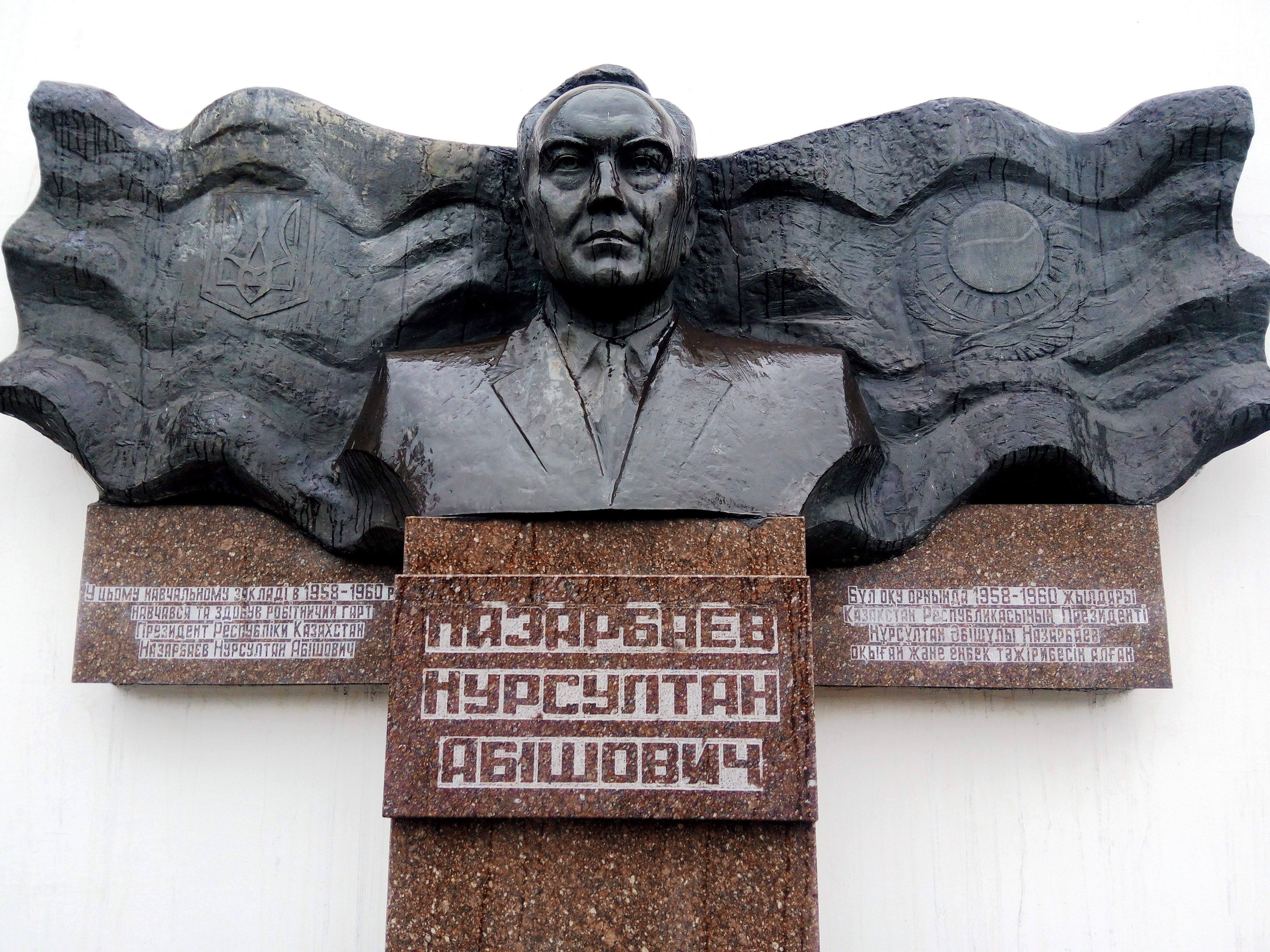
Назарбаєву Н.А.
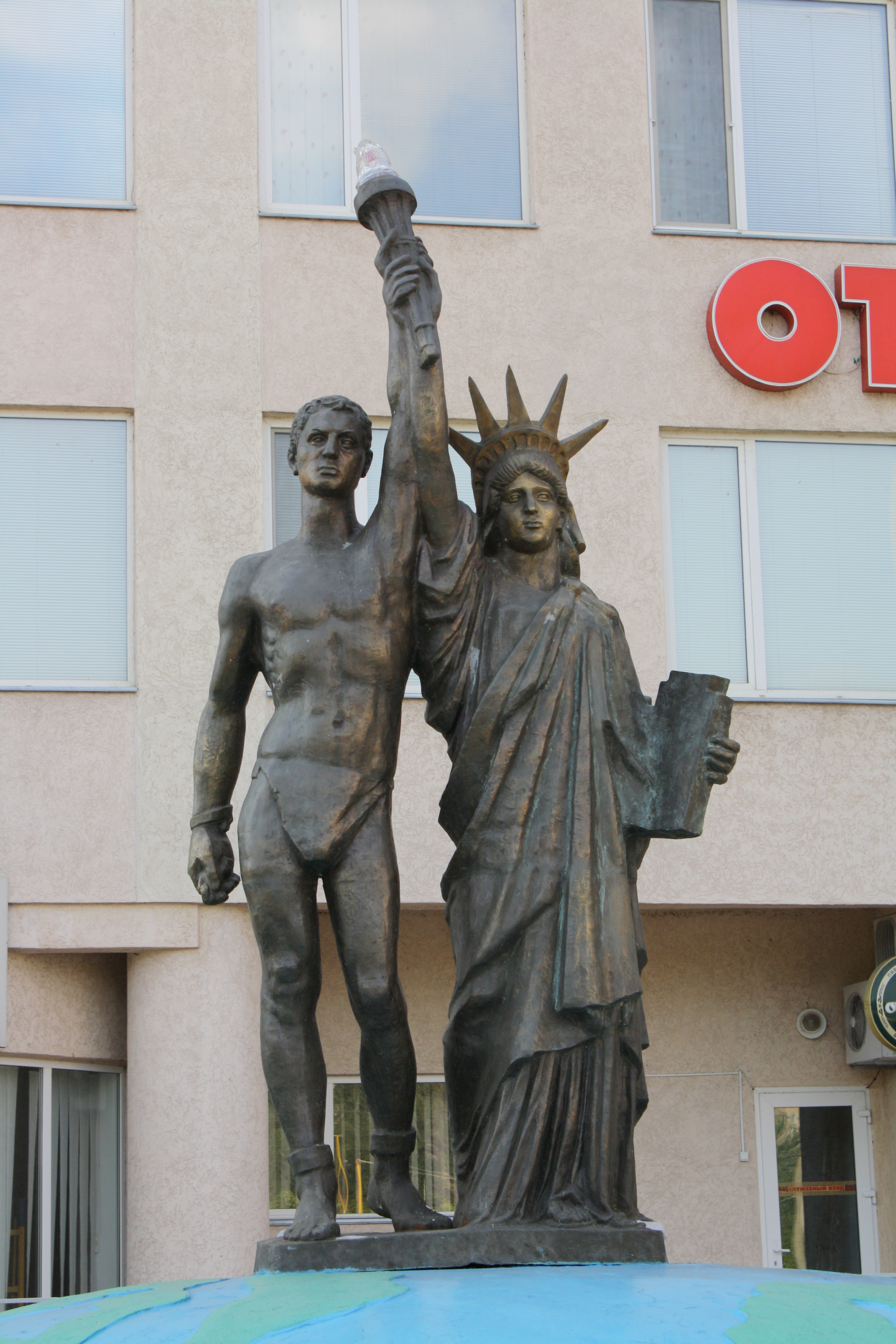
Прометей та Статуя Свободи
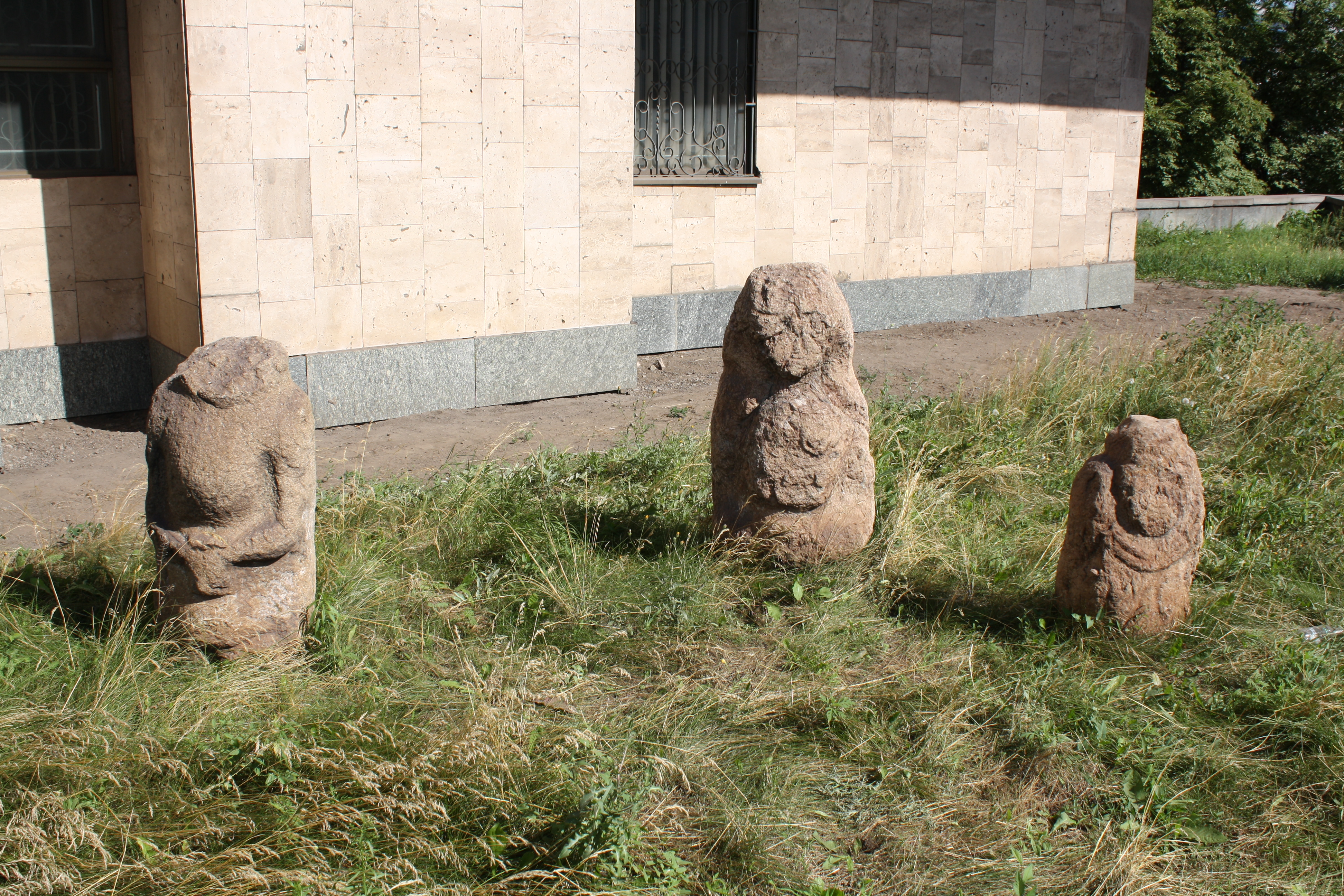
Скифські "баби" біля музею історії міста
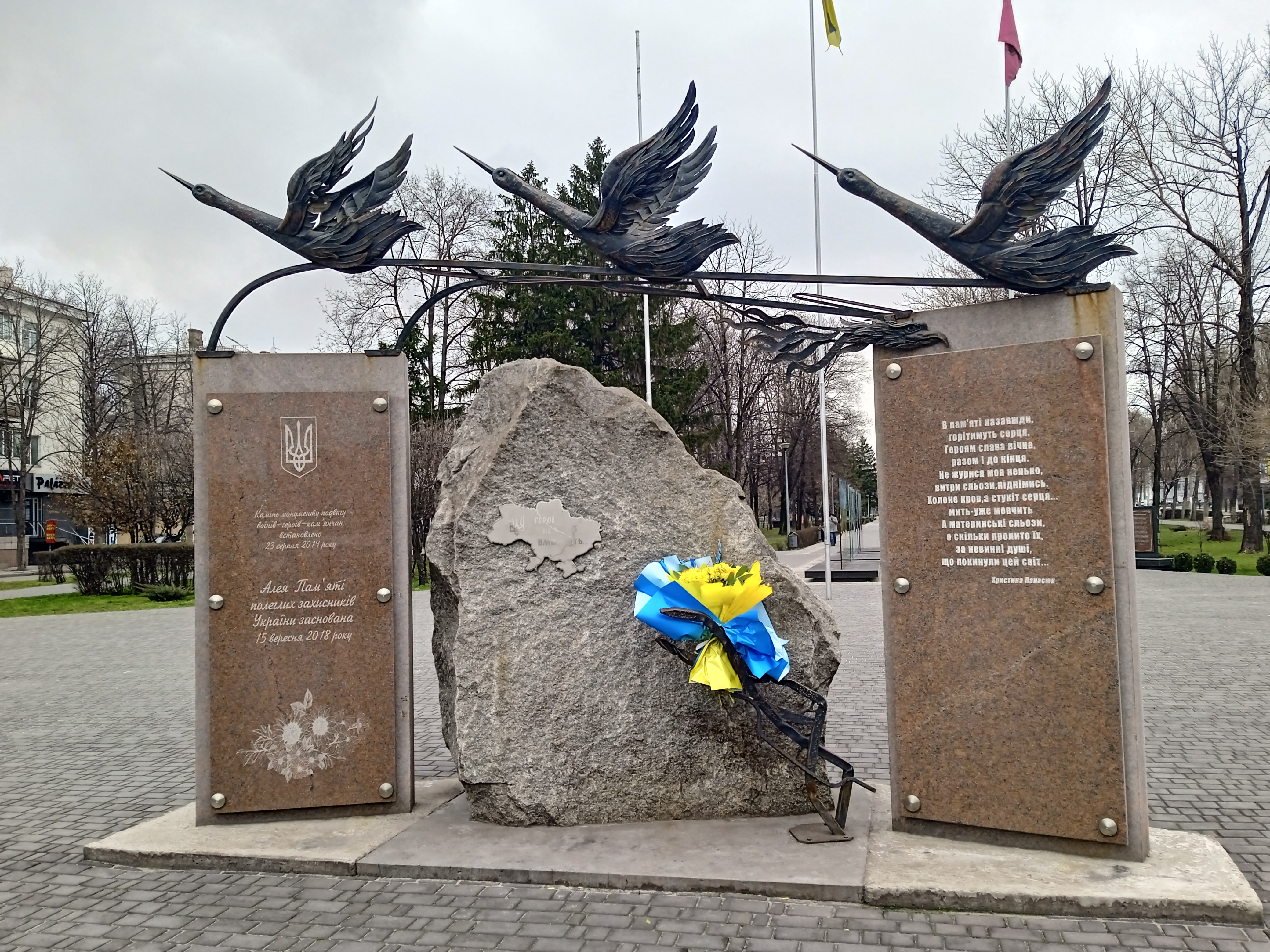
Воїнам АТО
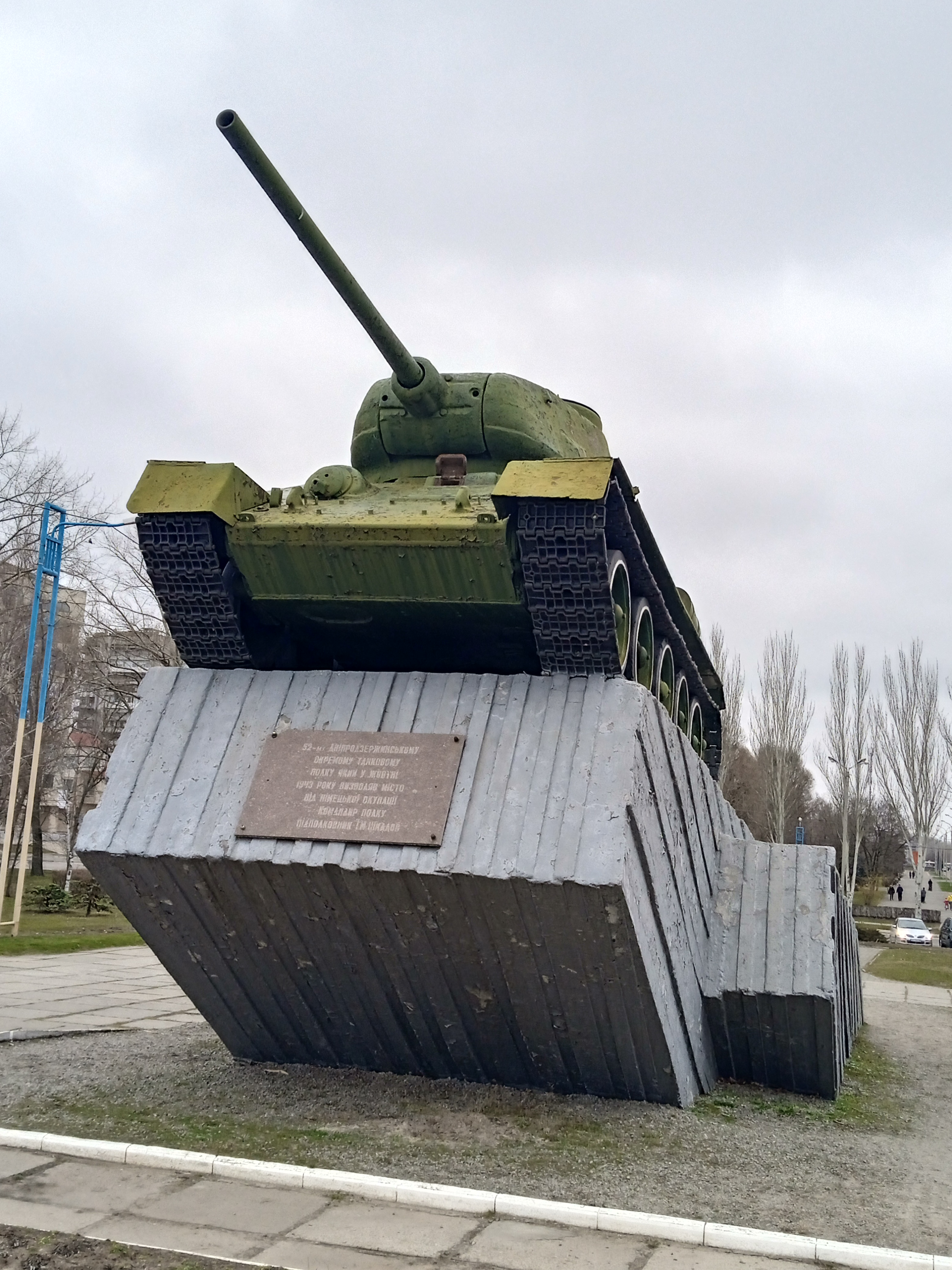
Танковому полку (Т-34)
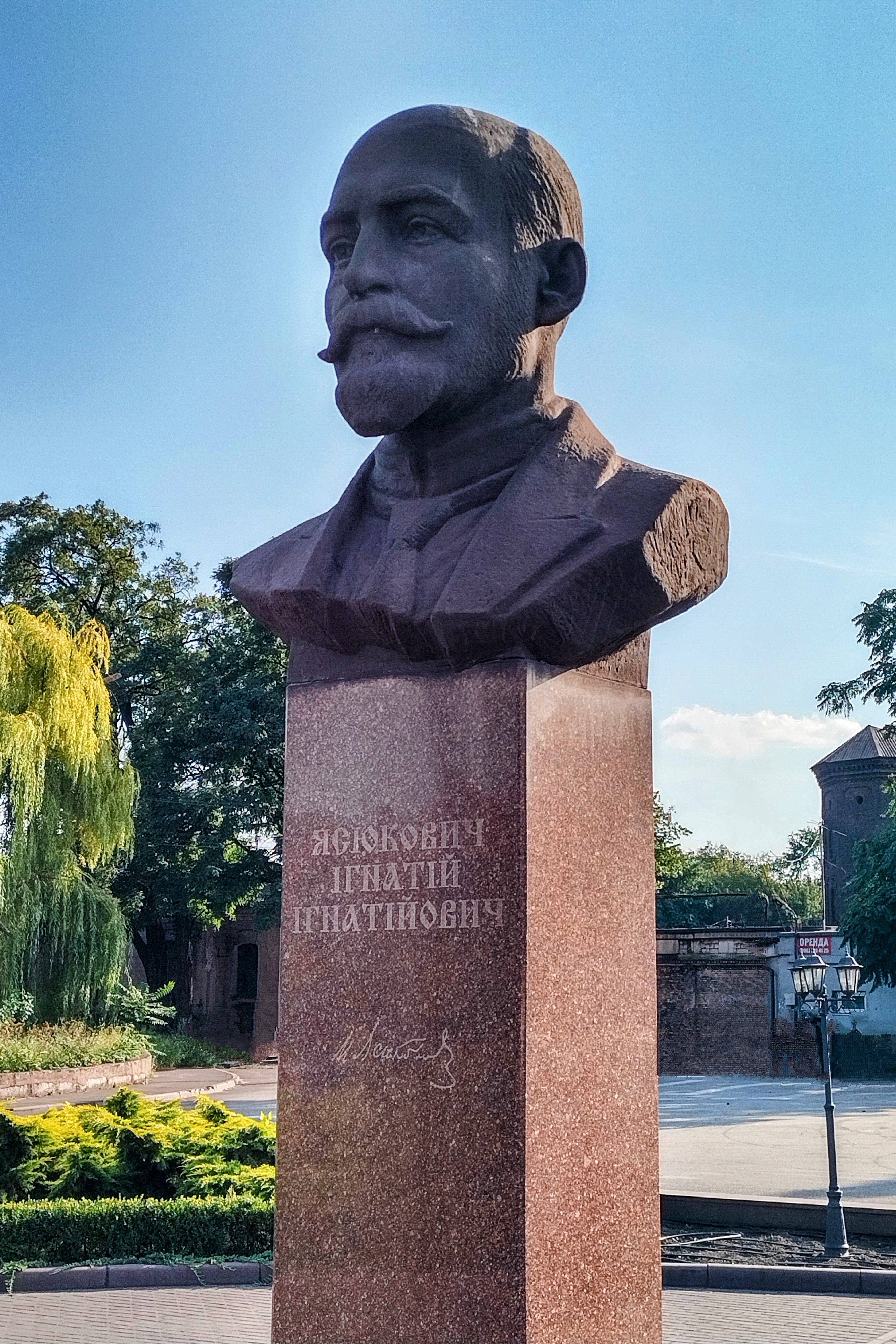
Ясюковичу І.І.
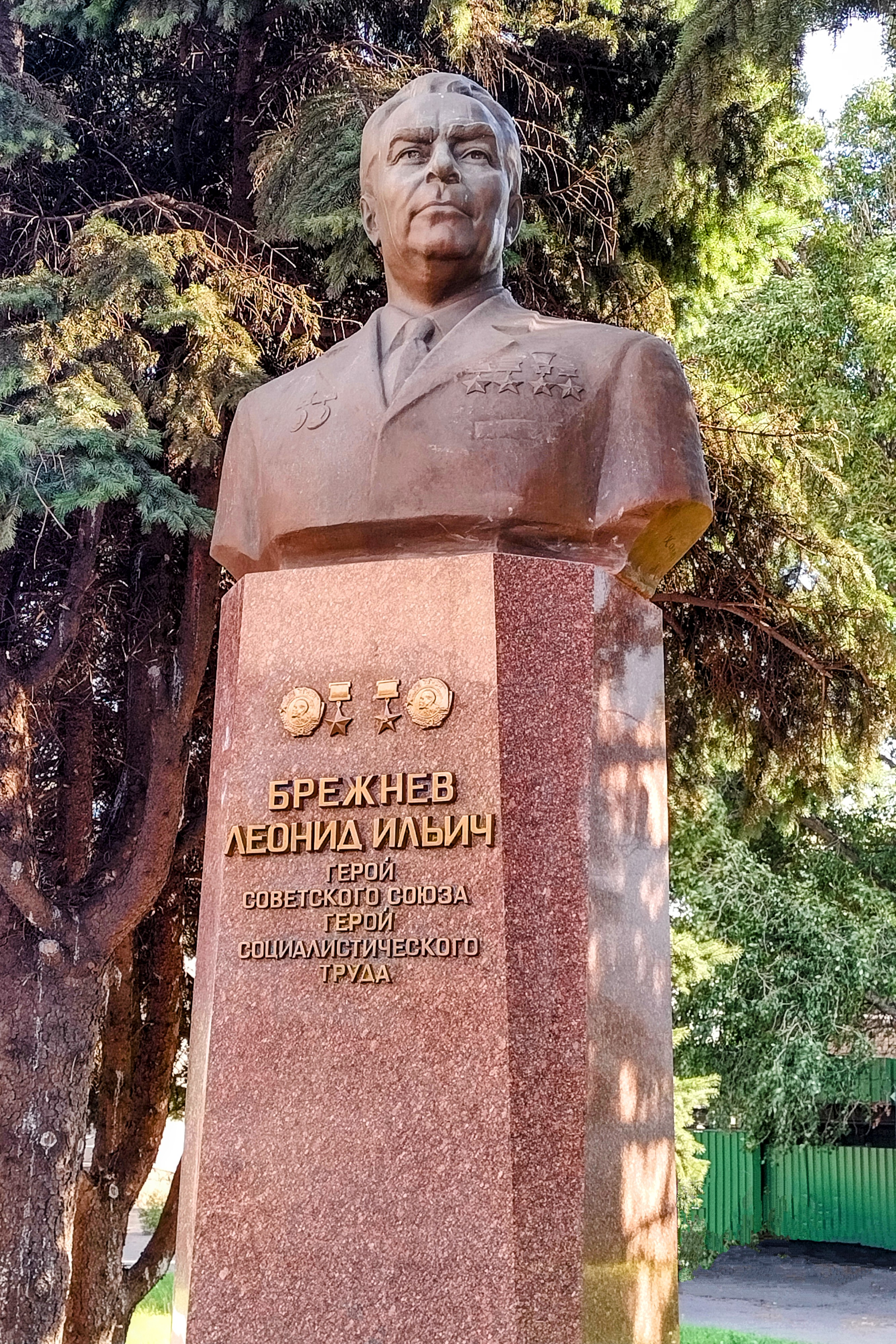
Брежнєву Л.І.
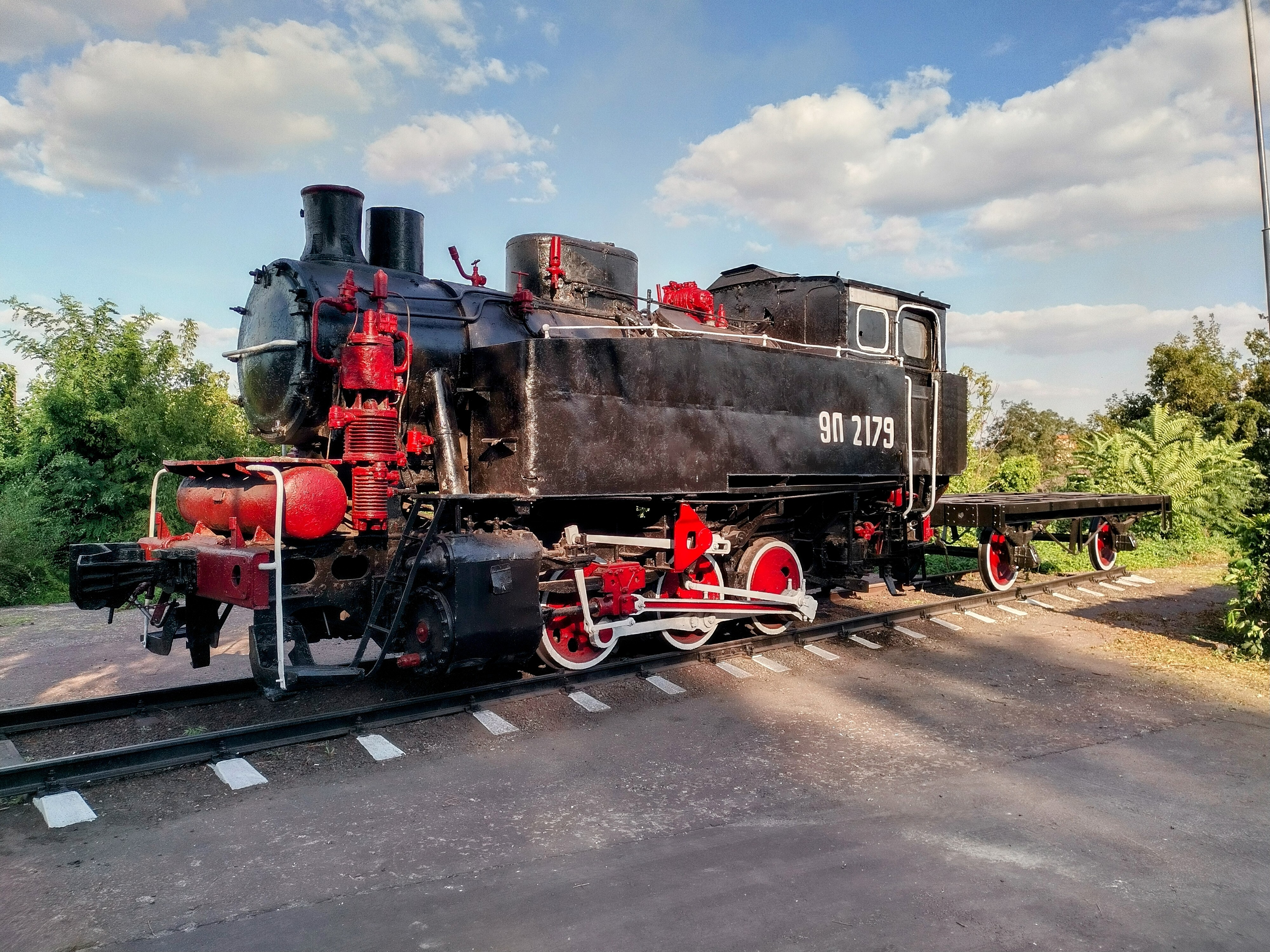
Паротяг 9П-2179
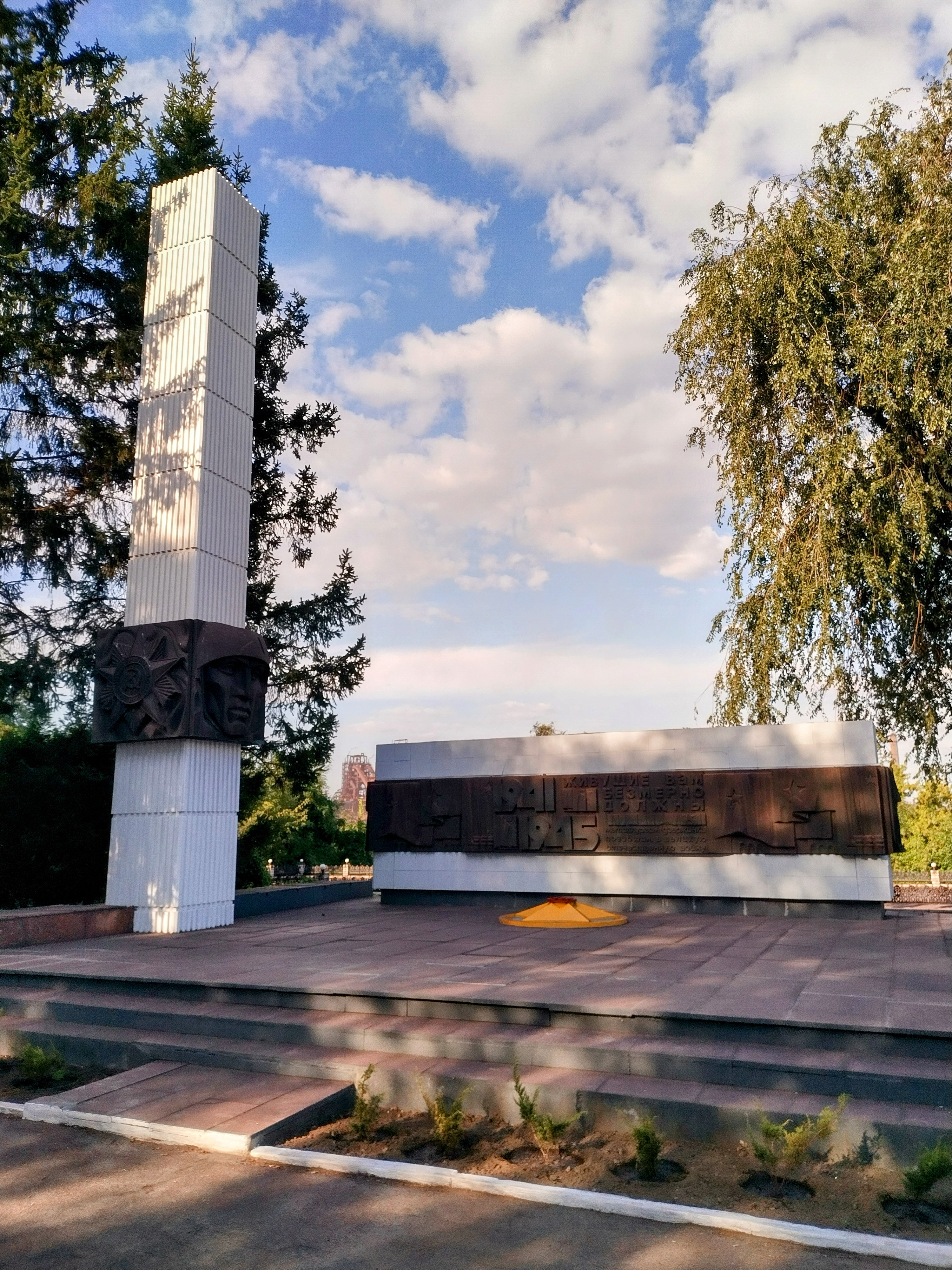
Загиблим працівникам ДМКД
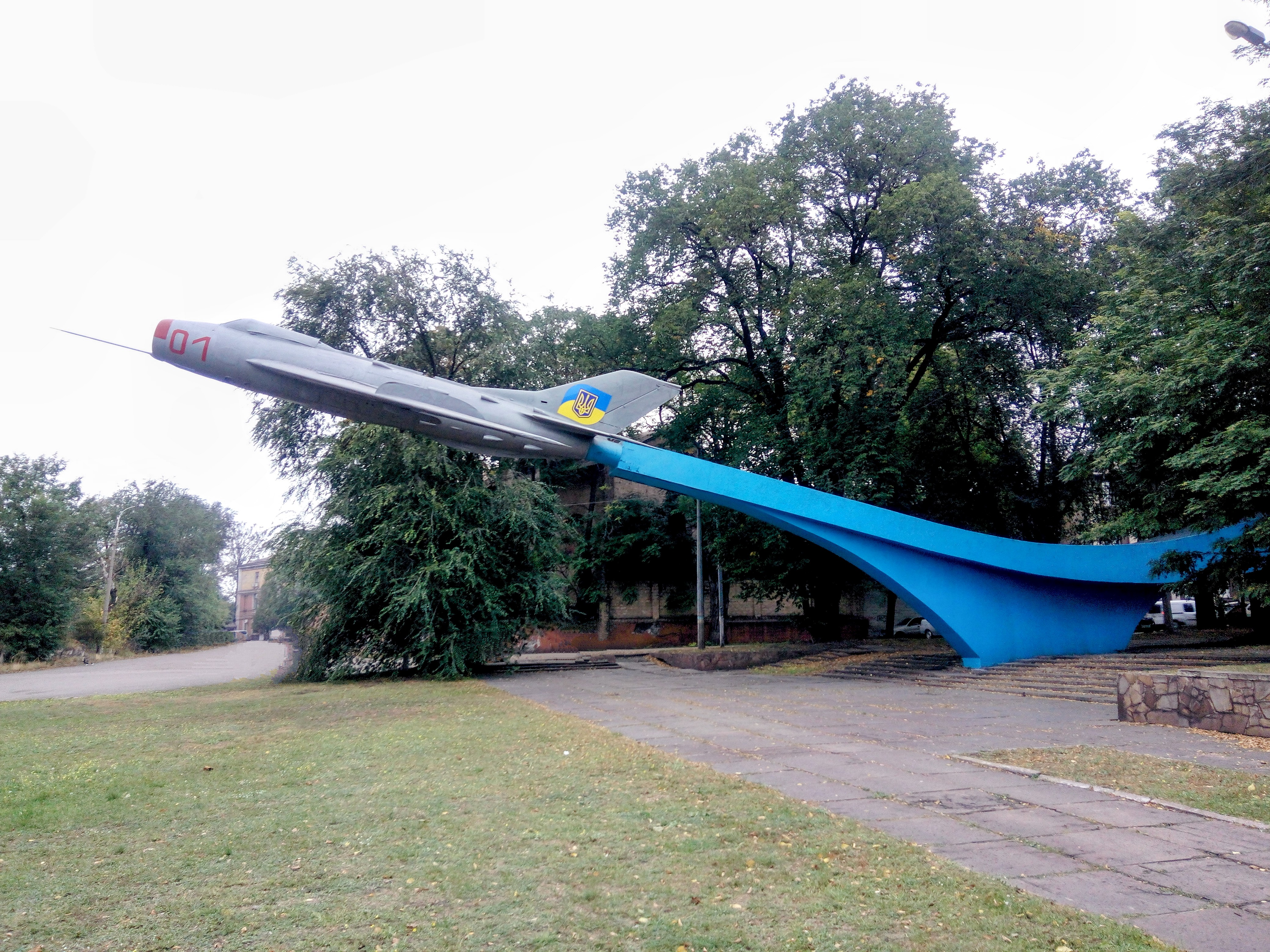
Літак МіГ-19С
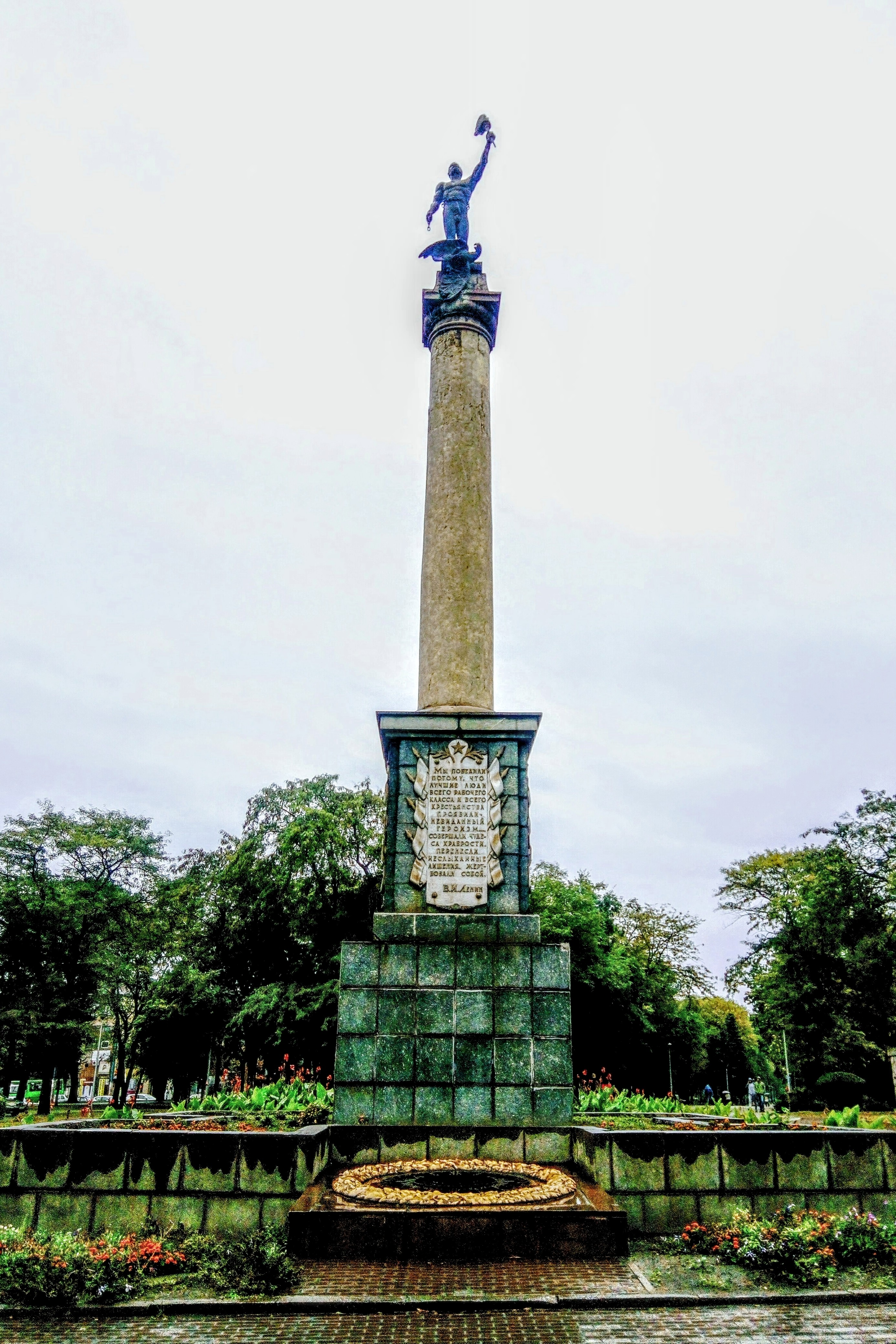
Прометей
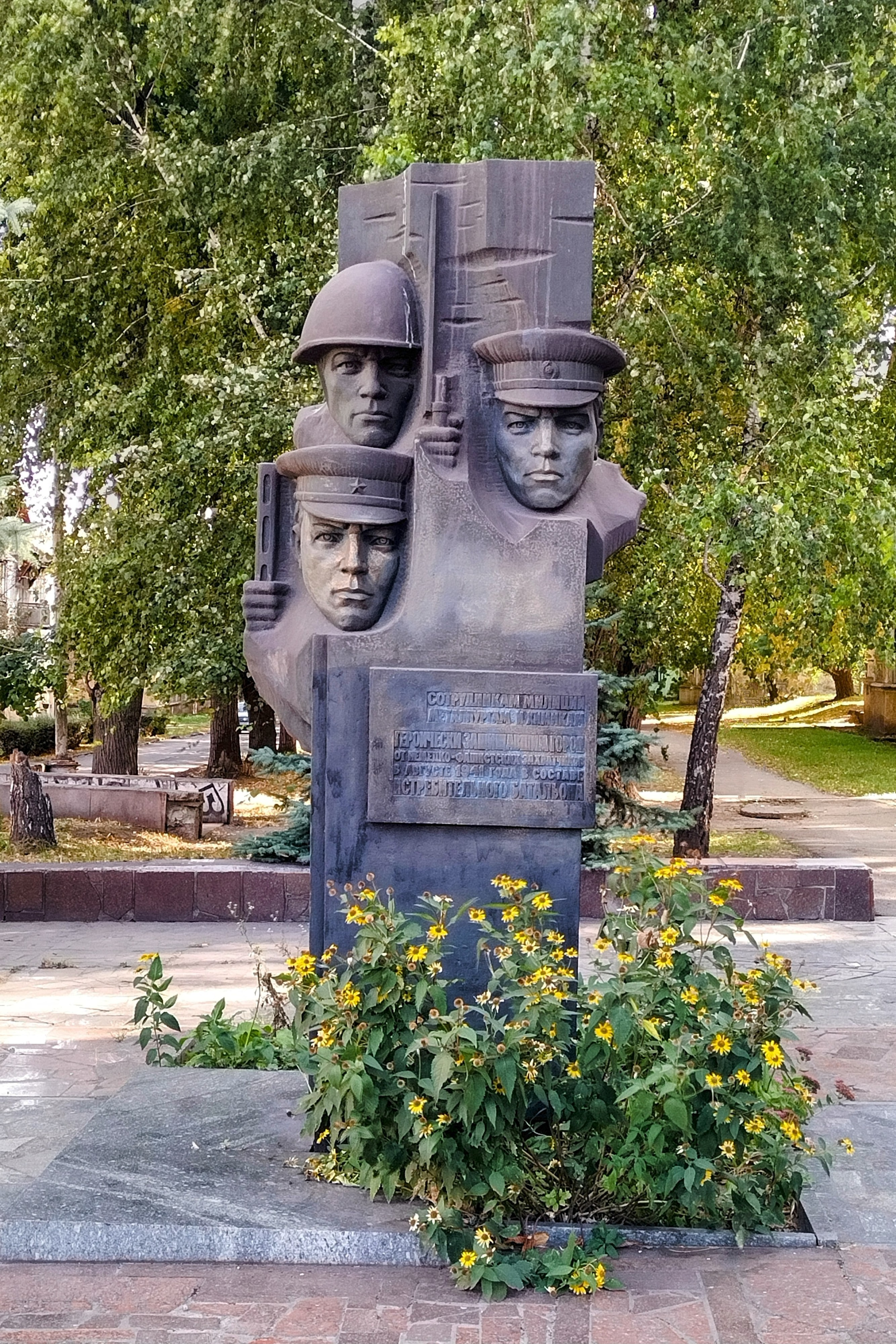
Героїчним захисникам міста
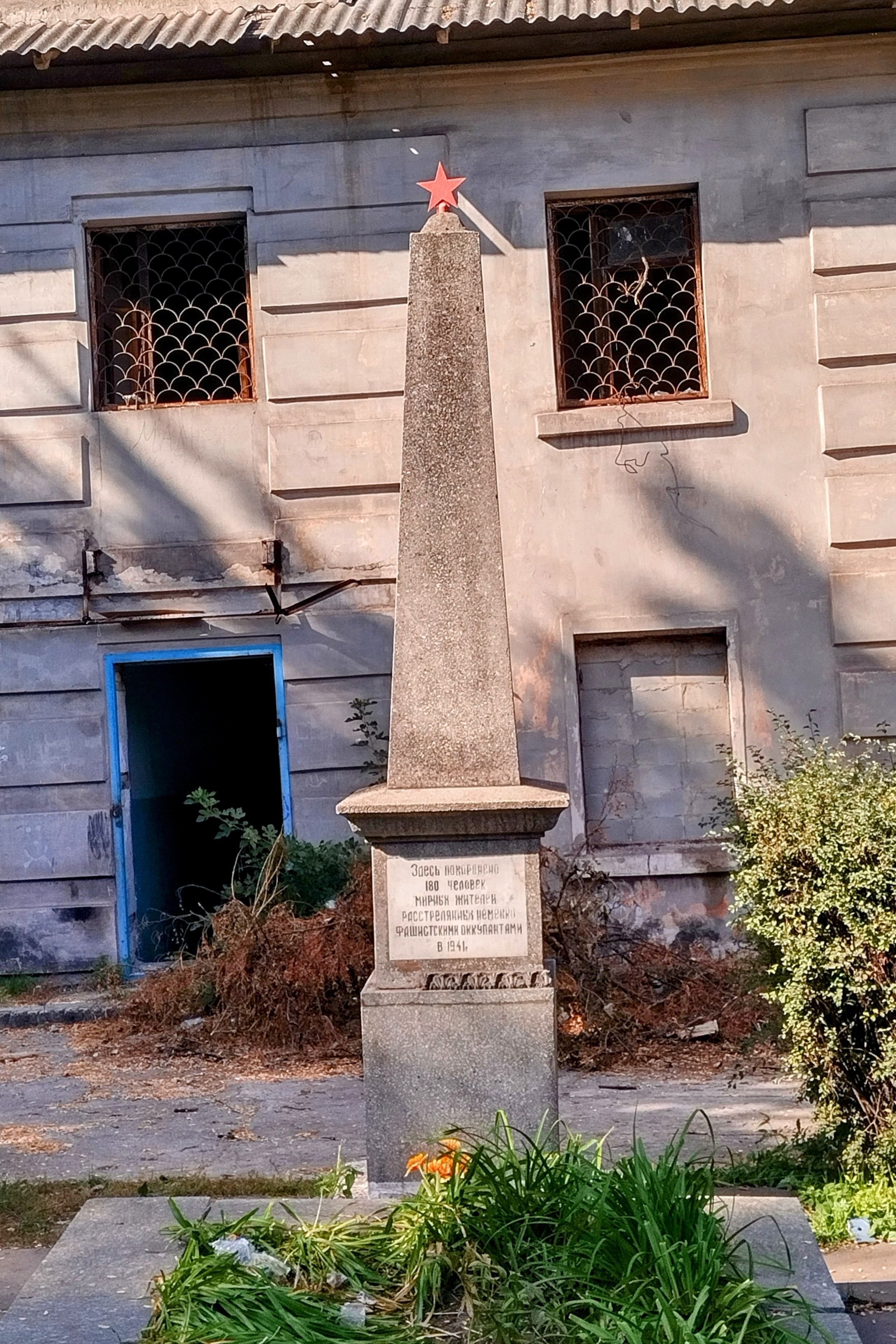
Братська могила мирних мешканців
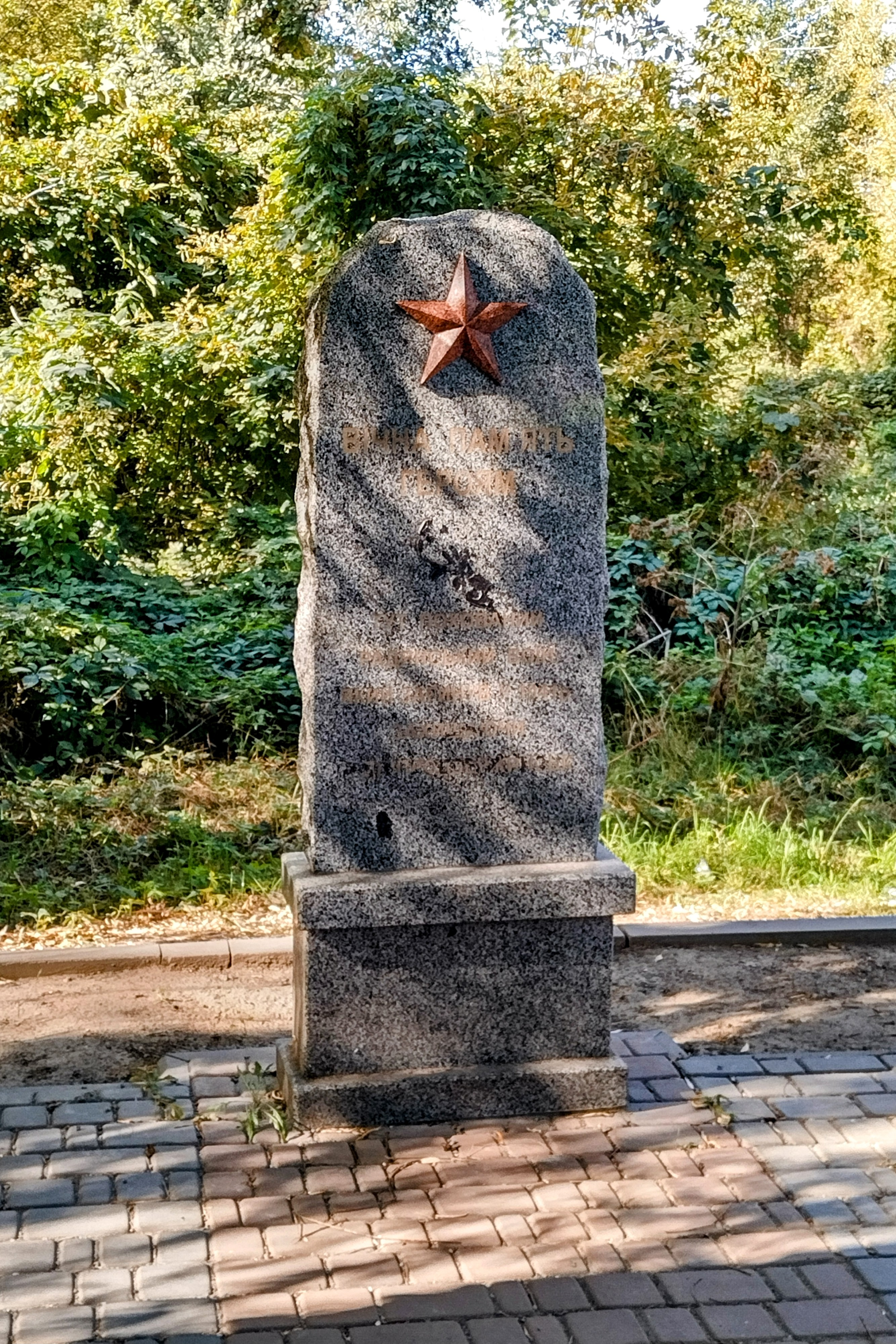
Могила Невідомого солдата
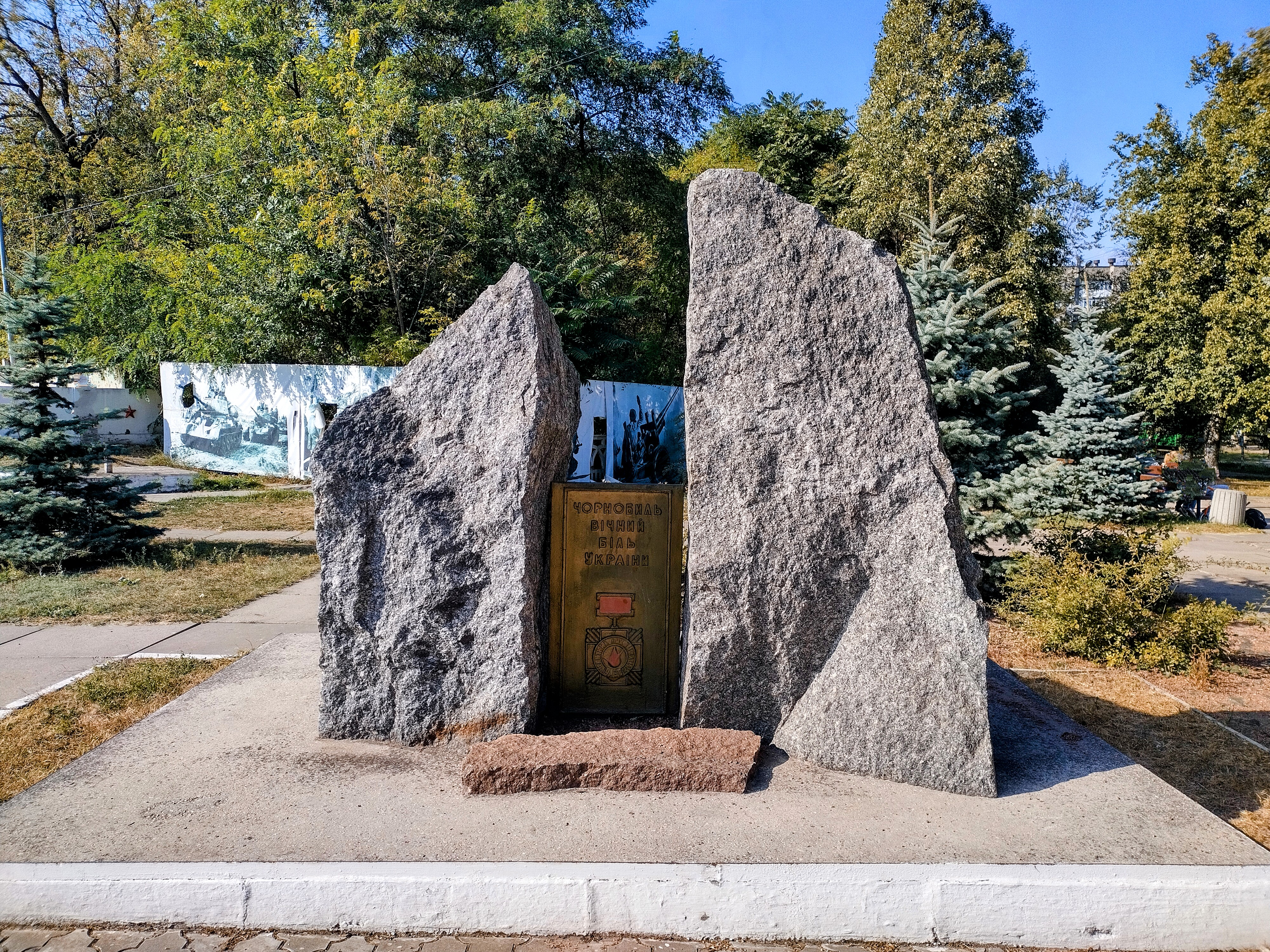
Чорнобиль - вічний біль України
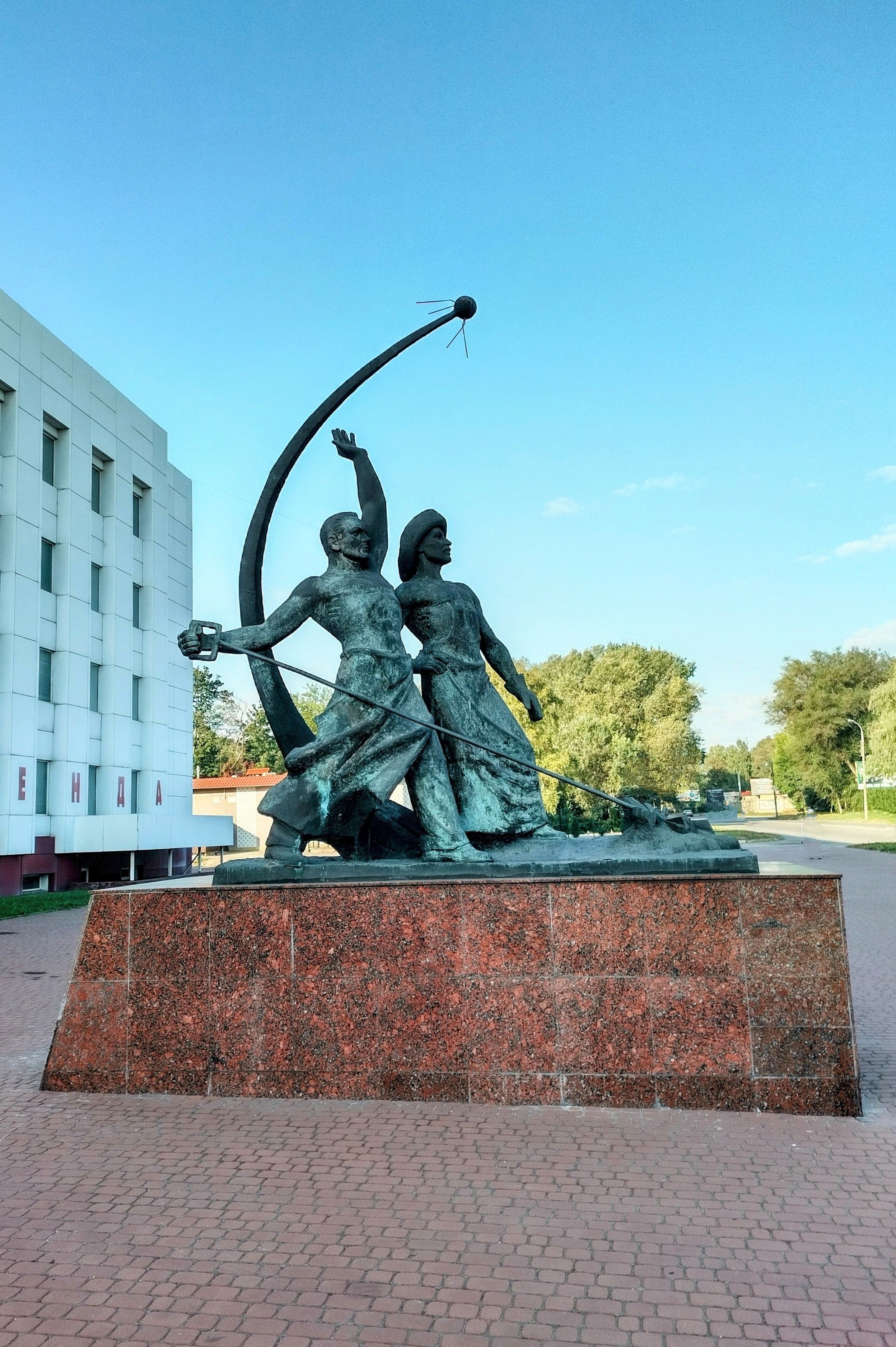
Металургам
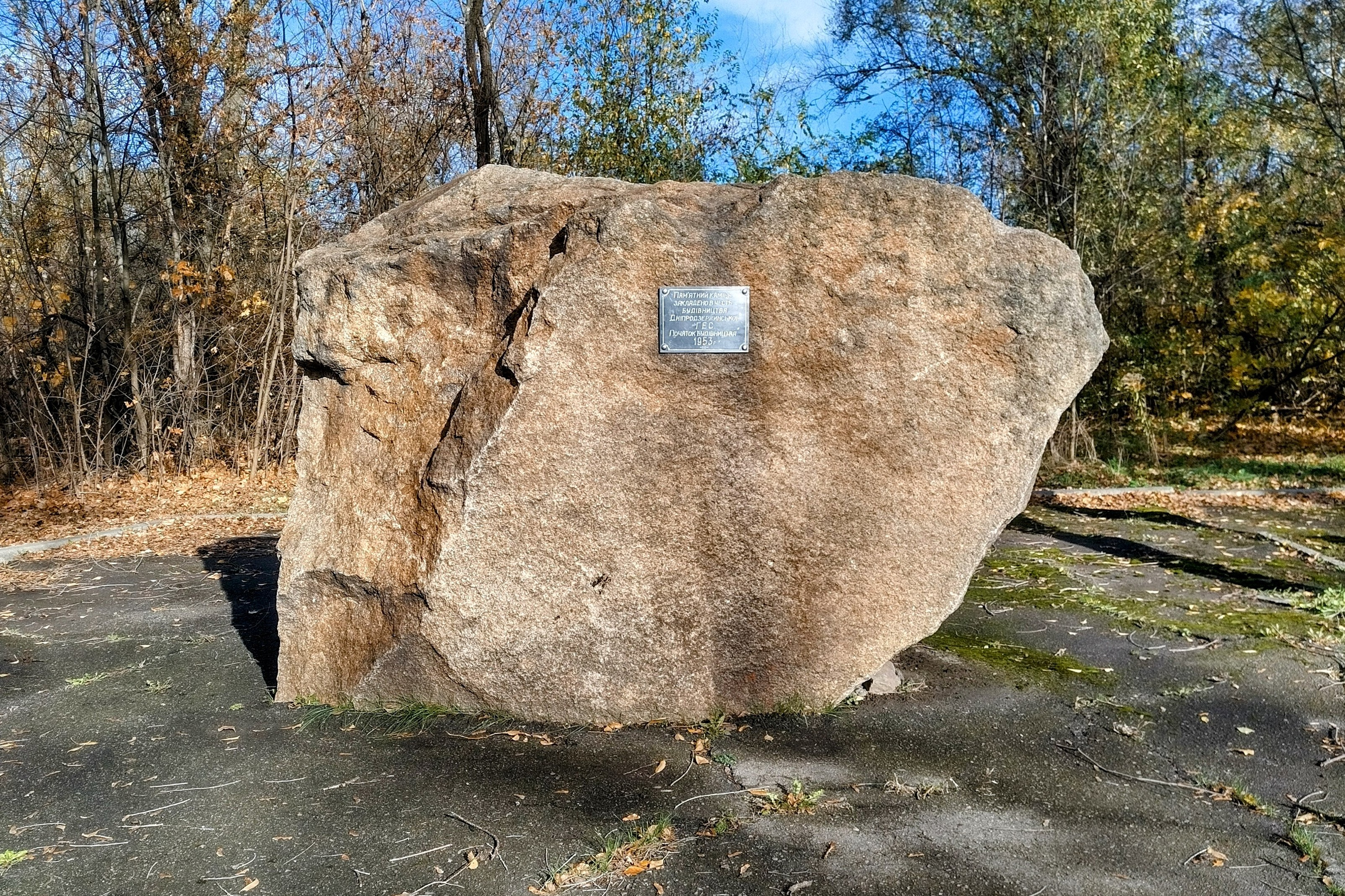
Пам'ятний знак на честь будівництва Дніпродзержинської ГЕС (1953)
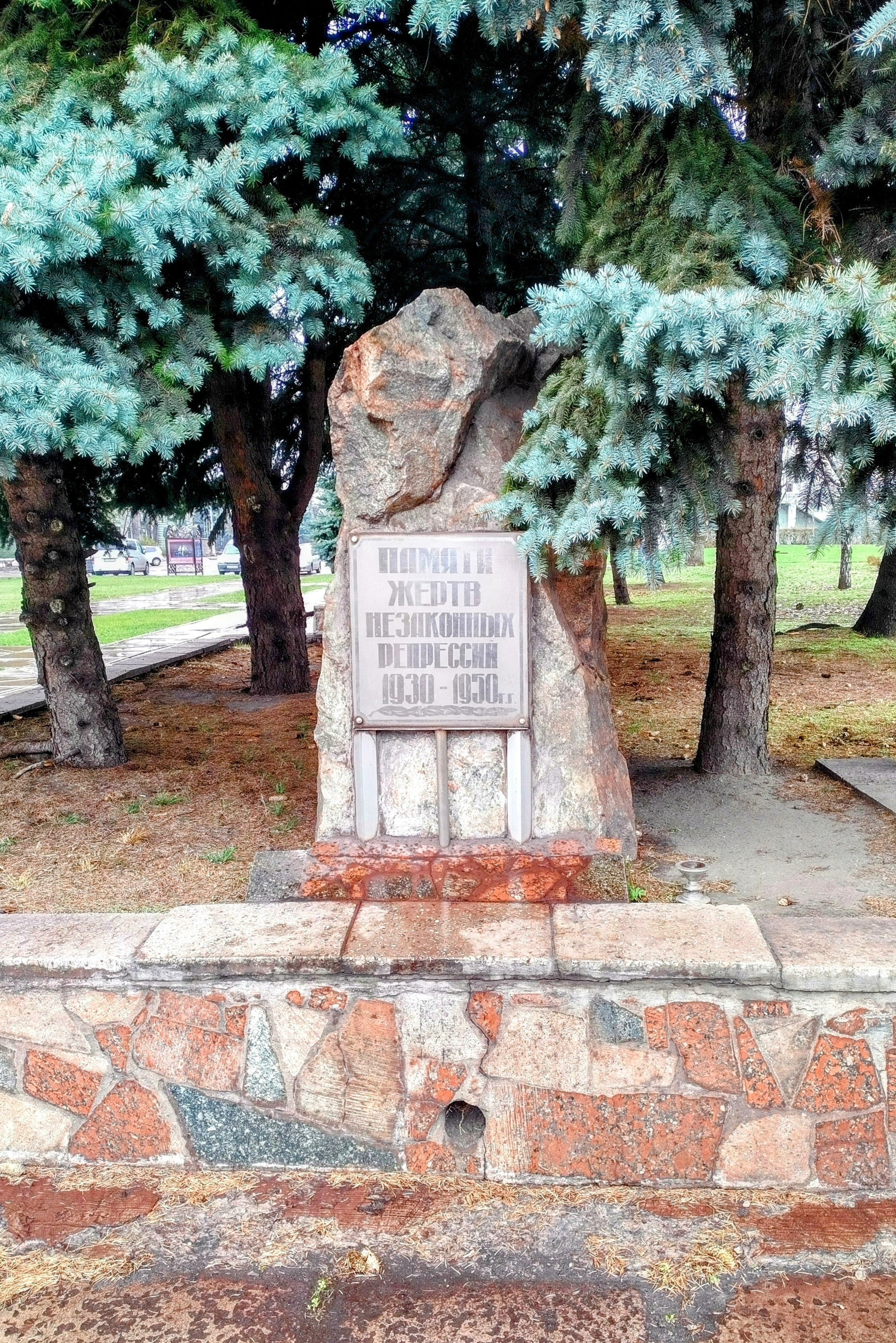
Пам'яті жертв незаконних репресій 1930-1950 рр.

## Колишні пам'ятники

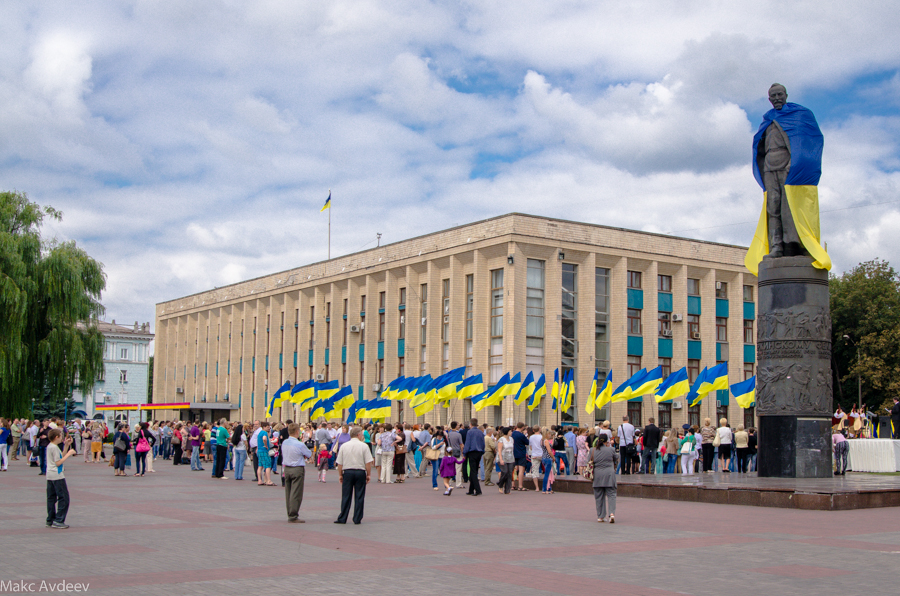
Пам'ятник Ф.Е.Дзержинському (демонтований 17 лютого 2016)
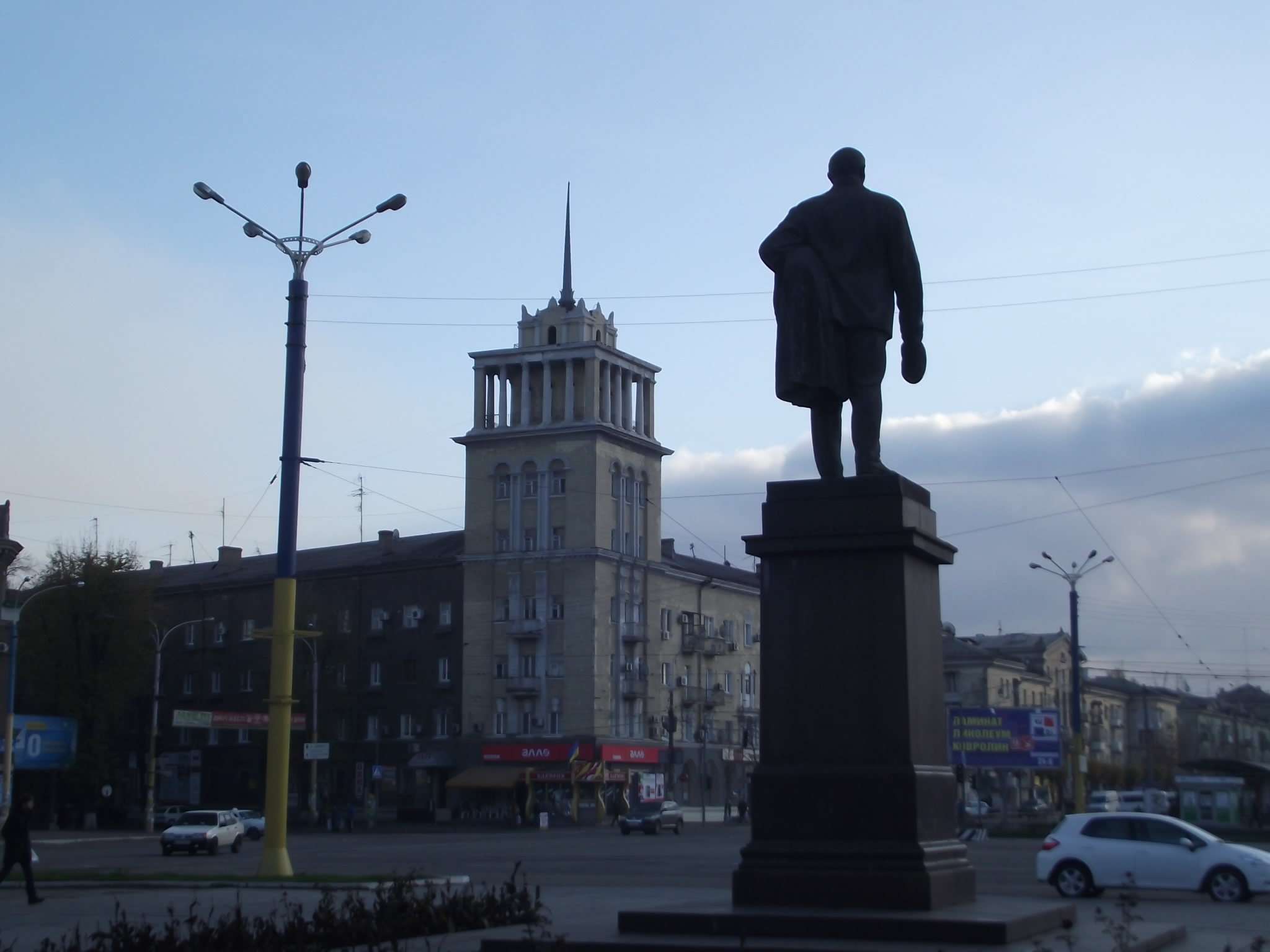
Пам'ятник Леніну (знесений 17 лютого 2016 р.)
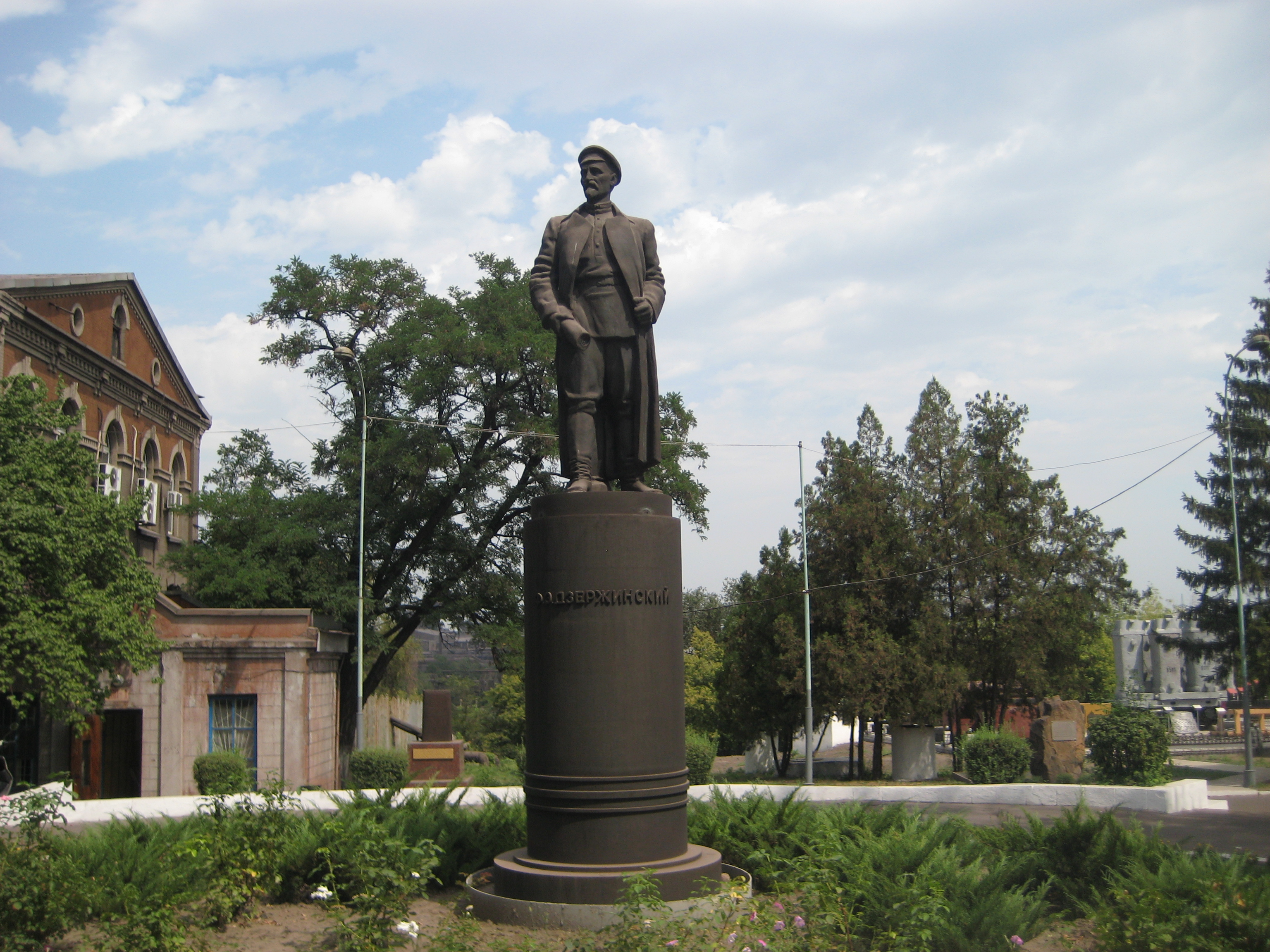
Пам'ятник Дзержинському